# Difesa siciliana, variante Dragone
Nella difesa siciliana, la variante del dragone è caratterizzata dal fianchetto dell'alfiere di re sulla diagonale h8-a1. Prende il nome dalla disposizione dei pedoni neri sull'ala di re che ricordano la costellazione del Drago.
1. e4 c5
2. Cf3 d6
3. d4 cxd4
4. Cxd4 Cf6
5. Cc3 g6

Questa variante porta spesso a partite violente, caratterizzate da arrocchi eterogenei, dove un unico tempo può segnare la sorte del giocatore.
Esaminando la disposizione dei pedoni si può vedere come sia difficile per il nero arroccare sul lato di donna a causa delle colonne "c" e "d" semiaperte e del centro mobile. Una volta che il nero abbia arroccato sul lato di re il pedone g6 diviene immediatamente un punto di rottura a seguito delle spinte h2-h4-h5 del bianco. 
Il bianco può scegliere tra molti piani di gioco diversi. Tra le continuazioni le più usate sono:
- 6. Ae3 (Attacco jugoslavo)
- 6. f4 (variante Levenfish)
- 6. g3
- 6. Ae2 (variante classica)
- 6. Ag5 (variante Ragozin)
- 6. Ab5+ (variante Alekhine)

## Attacco jugoslavo
Nell'Attacco jugoslavo il piano del bianco prevede un ferreo controllo del centro per meglio supportare un violento attacco sull'ala di re, minimizzando nel contempo il rischio di controgioco nel settore centrale (il metodo più efficace per rispondere a un attacco sull'ala quando il centro non è bloccato è solitamente proprio quello di cercare controgioco al centro).
|   | a | b | c | d | e | f | g | h |   |
| 8 | a8 torre del nero · c8 alfiere del nero · d8 donna del nero · f8 torre del nero · g8 re del nero · a7 pedone del nero · b7 pedone del nero · e7 pedone del nero · f7 pedone del nero · g7 alfiere del nero · h7 pedone del nero · c6 cavallo del nero · d6 pedone del nero · f6 cavallo del nero · g6 pedone del nero · c4 alfiere del bianco · d4 cavallo del bianco · e4 pedone del bianco · c3 cavallo del bianco · e3 alfiere del bianco · f3 pedone del bianco · a2 pedone del bianco · b2 pedone del bianco · c2 pedone del bianco · d2 donna del bianco · g2 pedone del bianco · h2 pedone del bianco · a1 torre del bianco · e1 re del bianco · h1 torre del bianco | a8 torre del nero · c8 alfiere del nero · d8 donna del nero · f8 torre del nero · g8 re del nero · a7 pedone del nero · b7 pedone del nero · e7 pedone del nero · f7 pedone del nero · g7 alfiere del nero · h7 pedone del nero · c6 cavallo del nero · d6 pedone del nero · f6 cavallo del nero · g6 pedone del nero · c4 alfiere del bianco · d4 cavallo del bianco · e4 pedone del bianco · c3 cavallo del bianco · e3 alfiere del bianco · f3 pedone del bianco · a2 pedone del bianco · b2 pedone del bianco · c2 pedone del bianco · d2 donna del bianco · g2 pedone del bianco · h2 pedone del bianco · a1 torre del bianco · e1 re del bianco · h1 torre del bianco | a8 torre del nero · c8 alfiere del nero · d8 donna del nero · f8 torre del nero · g8 re del nero · a7 pedone del nero · b7 pedone del nero · e7 pedone del nero · f7 pedone del nero · g7 alfiere del nero · h7 pedone del nero · c6 cavallo del nero · d6 pedone del nero · f6 cavallo del nero · g6 pedone del nero · c4 alfiere del bianco · d4 cavallo del bianco · e4 pedone del bianco · c3 cavallo del bianco · e3 alfiere del bianco · f3 pedone del bianco · a2 pedone del bianco · b2 pedone del bianco · c2 pedone del bianco · d2 donna del bianco · g2 pedone del bianco · h2 pedone del bianco · a1 torre del bianco · e1 re del bianco · h1 torre del bianco | a8 torre del nero · c8 alfiere del nero · d8 donna del nero · f8 torre del nero · g8 re del nero · a7 pedone del nero · b7 pedone del nero · e7 pedone del nero · f7 pedone del nero · g7 alfiere del nero · h7 pedone del nero · c6 cavallo del nero · d6 pedone del nero · f6 cavallo del nero · g6 pedone del nero · c4 alfiere del bianco · d4 cavallo del bianco · e4 pedone del bianco · c3 cavallo del bianco · e3 alfiere del bianco · f3 pedone del bianco · a2 pedone del bianco · b2 pedone del bianco · c2 pedone del bianco · d2 donna del bianco · g2 pedone del bianco · h2 pedone del bianco · a1 torre del bianco · e1 re del bianco · h1 torre del bianco | a8 torre del nero · c8 alfiere del nero · d8 donna del nero · f8 torre del nero · g8 re del nero · a7 pedone del nero · b7 pedone del nero · e7 pedone del nero · f7 pedone del nero · g7 alfiere del nero · h7 pedone del nero · c6 cavallo del nero · d6 pedone del nero · f6 cavallo del nero · g6 pedone del nero · c4 alfiere del bianco · d4 cavallo del bianco · e4 pedone del bianco · c3 cavallo del bianco · e3 alfiere del bianco · f3 pedone del bianco · a2 pedone del bianco · b2 pedone del bianco · c2 pedone del bianco · d2 donna del bianco · g2 pedone del bianco · h2 pedone del bianco · a1 torre del bianco · e1 re del bianco · h1 torre del bianco | a8 torre del nero · c8 alfiere del nero · d8 donna del nero · f8 torre del nero · g8 re del nero · a7 pedone del nero · b7 pedone del nero · e7 pedone del nero · f7 pedone del nero · g7 alfiere del nero · h7 pedone del nero · c6 cavallo del nero · d6 pedone del nero · f6 cavallo del nero · g6 pedone del nero · c4 alfiere del bianco · d4 cavallo del bianco · e4 pedone del bianco · c3 cavallo del bianco · e3 alfiere del bianco · f3 pedone del bianco · a2 pedone del bianco · b2 pedone del bianco · c2 pedone del bianco · d2 donna del bianco · g2 pedone del bianco · h2 pedone del bianco · a1 torre del bianco · e1 re del bianco · h1 torre del bianco | a8 torre del nero · c8 alfiere del nero · d8 donna del nero · f8 torre del nero · g8 re del nero · a7 pedone del nero · b7 pedone del nero · e7 pedone del nero · f7 pedone del nero · g7 alfiere del nero · h7 pedone del nero · c6 cavallo del nero · d6 pedone del nero · f6 cavallo del nero · g6 pedone del nero · c4 alfiere del bianco · d4 cavallo del bianco · e4 pedone del bianco · c3 cavallo del bianco · e3 alfiere del bianco · f3 pedone del bianco · a2 pedone del bianco · b2 pedone del bianco · c2 pedone del bianco · d2 donna del bianco · g2 pedone del bianco · h2 pedone del bianco · a1 torre del bianco · e1 re del bianco · h1 torre del bianco | a8 torre del nero · c8 alfiere del nero · d8 donna del nero · f8 torre del nero · g8 re del nero · a7 pedone del nero · b7 pedone del nero · e7 pedone del nero · f7 pedone del nero · g7 alfiere del nero · h7 pedone del nero · c6 cavallo del nero · d6 pedone del nero · f6 cavallo del nero · g6 pedone del nero · c4 alfiere del bianco · d4 cavallo del bianco · e4 pedone del bianco · c3 cavallo del bianco · e3 alfiere del bianco · f3 pedone del bianco · a2 pedone del bianco · b2 pedone del bianco · c2 pedone del bianco · d2 donna del bianco · g2 pedone del bianco · h2 pedone del bianco · a1 torre del bianco · e1 re del bianco · h1 torre del bianco | 8 |
| 7 | a8 torre del nero · c8 alfiere del nero · d8 donna del nero · f8 torre del nero · g8 re del nero · a7 pedone del nero · b7 pedone del nero · e7 pedone del nero · f7 pedone del nero · g7 alfiere del nero · h7 pedone del nero · c6 cavallo del nero · d6 pedone del nero · f6 cavallo del nero · g6 pedone del nero · c4 alfiere del bianco · d4 cavallo del bianco · e4 pedone del bianco · c3 cavallo del bianco · e3 alfiere del bianco · f3 pedone del bianco · a2 pedone del bianco · b2 pedone del bianco · c2 pedone del bianco · d2 donna del bianco · g2 pedone del bianco · h2 pedone del bianco · a1 torre del bianco · e1 re del bianco · h1 torre del bianco | a8 torre del nero · c8 alfiere del nero · d8 donna del nero · f8 torre del nero · g8 re del nero · a7 pedone del nero · b7 pedone del nero · e7 pedone del nero · f7 pedone del nero · g7 alfiere del nero · h7 pedone del nero · c6 cavallo del nero · d6 pedone del nero · f6 cavallo del nero · g6 pedone del nero · c4 alfiere del bianco · d4 cavallo del bianco · e4 pedone del bianco · c3 cavallo del bianco · e3 alfiere del bianco · f3 pedone del bianco · a2 pedone del bianco · b2 pedone del bianco · c2 pedone del bianco · d2 donna del bianco · g2 pedone del bianco · h2 pedone del bianco · a1 torre del bianco · e1 re del bianco · h1 torre del bianco | a8 torre del nero · c8 alfiere del nero · d8 donna del nero · f8 torre del nero · g8 re del nero · a7 pedone del nero · b7 pedone del nero · e7 pedone del nero · f7 pedone del nero · g7 alfiere del nero · h7 pedone del nero · c6 cavallo del nero · d6 pedone del nero · f6 cavallo del nero · g6 pedone del nero · c4 alfiere del bianco · d4 cavallo del bianco · e4 pedone del bianco · c3 cavallo del bianco · e3 alfiere del bianco · f3 pedone del bianco · a2 pedone del bianco · b2 pedone del bianco · c2 pedone del bianco · d2 donna del bianco · g2 pedone del bianco · h2 pedone del bianco · a1 torre del bianco · e1 re del bianco · h1 torre del bianco | a8 torre del nero · c8 alfiere del nero · d8 donna del nero · f8 torre del nero · g8 re del nero · a7 pedone del nero · b7 pedone del nero · e7 pedone del nero · f7 pedone del nero · g7 alfiere del nero · h7 pedone del nero · c6 cavallo del nero · d6 pedone del nero · f6 cavallo del nero · g6 pedone del nero · c4 alfiere del bianco · d4 cavallo del bianco · e4 pedone del bianco · c3 cavallo del bianco · e3 alfiere del bianco · f3 pedone del bianco · a2 pedone del bianco · b2 pedone del bianco · c2 pedone del bianco · d2 donna del bianco · g2 pedone del bianco · h2 pedone del bianco · a1 torre del bianco · e1 re del bianco · h1 torre del bianco | a8 torre del nero · c8 alfiere del nero · d8 donna del nero · f8 torre del nero · g8 re del nero · a7 pedone del nero · b7 pedone del nero · e7 pedone del nero · f7 pedone del nero · g7 alfiere del nero · h7 pedone del nero · c6 cavallo del nero · d6 pedone del nero · f6 cavallo del nero · g6 pedone del nero · c4 alfiere del bianco · d4 cavallo del bianco · e4 pedone del bianco · c3 cavallo del bianco · e3 alfiere del bianco · f3 pedone del bianco · a2 pedone del bianco · b2 pedone del bianco · c2 pedone del bianco · d2 donna del bianco · g2 pedone del bianco · h2 pedone del bianco · a1 torre del bianco · e1 re del bianco · h1 torre del bianco | a8 torre del nero · c8 alfiere del nero · d8 donna del nero · f8 torre del nero · g8 re del nero · a7 pedone del nero · b7 pedone del nero · e7 pedone del nero · f7 pedone del nero · g7 alfiere del nero · h7 pedone del nero · c6 cavallo del nero · d6 pedone del nero · f6 cavallo del nero · g6 pedone del nero · c4 alfiere del bianco · d4 cavallo del bianco · e4 pedone del bianco · c3 cavallo del bianco · e3 alfiere del bianco · f3 pedone del bianco · a2 pedone del bianco · b2 pedone del bianco · c2 pedone del bianco · d2 donna del bianco · g2 pedone del bianco · h2 pedone del bianco · a1 torre del bianco · e1 re del bianco · h1 torre del bianco | a8 torre del nero · c8 alfiere del nero · d8 donna del nero · f8 torre del nero · g8 re del nero · a7 pedone del nero · b7 pedone del nero · e7 pedone del nero · f7 pedone del nero · g7 alfiere del nero · h7 pedone del nero · c6 cavallo del nero · d6 pedone del nero · f6 cavallo del nero · g6 pedone del nero · c4 alfiere del bianco · d4 cavallo del bianco · e4 pedone del bianco · c3 cavallo del bianco · e3 alfiere del bianco · f3 pedone del bianco · a2 pedone del bianco · b2 pedone del bianco · c2 pedone del bianco · d2 donna del bianco · g2 pedone del bianco · h2 pedone del bianco · a1 torre del bianco · e1 re del bianco · h1 torre del bianco | a8 torre del nero · c8 alfiere del nero · d8 donna del nero · f8 torre del nero · g8 re del nero · a7 pedone del nero · b7 pedone del nero · e7 pedone del nero · f7 pedone del nero · g7 alfiere del nero · h7 pedone del nero · c6 cavallo del nero · d6 pedone del nero · f6 cavallo del nero · g6 pedone del nero · c4 alfiere del bianco · d4 cavallo del bianco · e4 pedone del bianco · c3 cavallo del bianco · e3 alfiere del bianco · f3 pedone del bianco · a2 pedone del bianco · b2 pedone del bianco · c2 pedone del bianco · d2 donna del bianco · g2 pedone del bianco · h2 pedone del bianco · a1 torre del bianco · e1 re del bianco · h1 torre del bianco | 7 |
| 6 | a8 torre del nero · c8 alfiere del nero · d8 donna del nero · f8 torre del nero · g8 re del nero · a7 pedone del nero · b7 pedone del nero · e7 pedone del nero · f7 pedone del nero · g7 alfiere del nero · h7 pedone del nero · c6 cavallo del nero · d6 pedone del nero · f6 cavallo del nero · g6 pedone del nero · c4 alfiere del bianco · d4 cavallo del bianco · e4 pedone del bianco · c3 cavallo del bianco · e3 alfiere del bianco · f3 pedone del bianco · a2 pedone del bianco · b2 pedone del bianco · c2 pedone del bianco · d2 donna del bianco · g2 pedone del bianco · h2 pedone del bianco · a1 torre del bianco · e1 re del bianco · h1 torre del bianco | a8 torre del nero · c8 alfiere del nero · d8 donna del nero · f8 torre del nero · g8 re del nero · a7 pedone del nero · b7 pedone del nero · e7 pedone del nero · f7 pedone del nero · g7 alfiere del nero · h7 pedone del nero · c6 cavallo del nero · d6 pedone del nero · f6 cavallo del nero · g6 pedone del nero · c4 alfiere del bianco · d4 cavallo del bianco · e4 pedone del bianco · c3 cavallo del bianco · e3 alfiere del bianco · f3 pedone del bianco · a2 pedone del bianco · b2 pedone del bianco · c2 pedone del bianco · d2 donna del bianco · g2 pedone del bianco · h2 pedone del bianco · a1 torre del bianco · e1 re del bianco · h1 torre del bianco | a8 torre del nero · c8 alfiere del nero · d8 donna del nero · f8 torre del nero · g8 re del nero · a7 pedone del nero · b7 pedone del nero · e7 pedone del nero · f7 pedone del nero · g7 alfiere del nero · h7 pedone del nero · c6 cavallo del nero · d6 pedone del nero · f6 cavallo del nero · g6 pedone del nero · c4 alfiere del bianco · d4 cavallo del bianco · e4 pedone del bianco · c3 cavallo del bianco · e3 alfiere del bianco · f3 pedone del bianco · a2 pedone del bianco · b2 pedone del bianco · c2 pedone del bianco · d2 donna del bianco · g2 pedone del bianco · h2 pedone del bianco · a1 torre del bianco · e1 re del bianco · h1 torre del bianco | a8 torre del nero · c8 alfiere del nero · d8 donna del nero · f8 torre del nero · g8 re del nero · a7 pedone del nero · b7 pedone del nero · e7 pedone del nero · f7 pedone del nero · g7 alfiere del nero · h7 pedone del nero · c6 cavallo del nero · d6 pedone del nero · f6 cavallo del nero · g6 pedone del nero · c4 alfiere del bianco · d4 cavallo del bianco · e4 pedone del bianco · c3 cavallo del bianco · e3 alfiere del bianco · f3 pedone del bianco · a2 pedone del bianco · b2 pedone del bianco · c2 pedone del bianco · d2 donna del bianco · g2 pedone del bianco · h2 pedone del bianco · a1 torre del bianco · e1 re del bianco · h1 torre del bianco | a8 torre del nero · c8 alfiere del nero · d8 donna del nero · f8 torre del nero · g8 re del nero · a7 pedone del nero · b7 pedone del nero · e7 pedone del nero · f7 pedone del nero · g7 alfiere del nero · h7 pedone del nero · c6 cavallo del nero · d6 pedone del nero · f6 cavallo del nero · g6 pedone del nero · c4 alfiere del bianco · d4 cavallo del bianco · e4 pedone del bianco · c3 cavallo del bianco · e3 alfiere del bianco · f3 pedone del bianco · a2 pedone del bianco · b2 pedone del bianco · c2 pedone del bianco · d2 donna del bianco · g2 pedone del bianco · h2 pedone del bianco · a1 torre del bianco · e1 re del bianco · h1 torre del bianco | a8 torre del nero · c8 alfiere del nero · d8 donna del nero · f8 torre del nero · g8 re del nero · a7 pedone del nero · b7 pedone del nero · e7 pedone del nero · f7 pedone del nero · g7 alfiere del nero · h7 pedone del nero · c6 cavallo del nero · d6 pedone del nero · f6 cavallo del nero · g6 pedone del nero · c4 alfiere del bianco · d4 cavallo del bianco · e4 pedone del bianco · c3 cavallo del bianco · e3 alfiere del bianco · f3 pedone del bianco · a2 pedone del bianco · b2 pedone del bianco · c2 pedone del bianco · d2 donna del bianco · g2 pedone del bianco · h2 pedone del bianco · a1 torre del bianco · e1 re del bianco · h1 torre del bianco | a8 torre del nero · c8 alfiere del nero · d8 donna del nero · f8 torre del nero · g8 re del nero · a7 pedone del nero · b7 pedone del nero · e7 pedone del nero · f7 pedone del nero · g7 alfiere del nero · h7 pedone del nero · c6 cavallo del nero · d6 pedone del nero · f6 cavallo del nero · g6 pedone del nero · c4 alfiere del bianco · d4 cavallo del bianco · e4 pedone del bianco · c3 cavallo del bianco · e3 alfiere del bianco · f3 pedone del bianco · a2 pedone del bianco · b2 pedone del bianco · c2 pedone del bianco · d2 donna del bianco · g2 pedone del bianco · h2 pedone del bianco · a1 torre del bianco · e1 re del bianco · h1 torre del bianco | a8 torre del nero · c8 alfiere del nero · d8 donna del nero · f8 torre del nero · g8 re del nero · a7 pedone del nero · b7 pedone del nero · e7 pedone del nero · f7 pedone del nero · g7 alfiere del nero · h7 pedone del nero · c6 cavallo del nero · d6 pedone del nero · f6 cavallo del nero · g6 pedone del nero · c4 alfiere del bianco · d4 cavallo del bianco · e4 pedone del bianco · c3 cavallo del bianco · e3 alfiere del bianco · f3 pedone del bianco · a2 pedone del bianco · b2 pedone del bianco · c2 pedone del bianco · d2 donna del bianco · g2 pedone del bianco · h2 pedone del bianco · a1 torre del bianco · e1 re del bianco · h1 torre del bianco | 6 |
| 5 | a8 torre del nero · c8 alfiere del nero · d8 donna del nero · f8 torre del nero · g8 re del nero · a7 pedone del nero · b7 pedone del nero · e7 pedone del nero · f7 pedone del nero · g7 alfiere del nero · h7 pedone del nero · c6 cavallo del nero · d6 pedone del nero · f6 cavallo del nero · g6 pedone del nero · c4 alfiere del bianco · d4 cavallo del bianco · e4 pedone del bianco · c3 cavallo del bianco · e3 alfiere del bianco · f3 pedone del bianco · a2 pedone del bianco · b2 pedone del bianco · c2 pedone del bianco · d2 donna del bianco · g2 pedone del bianco · h2 pedone del bianco · a1 torre del bianco · e1 re del bianco · h1 torre del bianco | a8 torre del nero · c8 alfiere del nero · d8 donna del nero · f8 torre del nero · g8 re del nero · a7 pedone del nero · b7 pedone del nero · e7 pedone del nero · f7 pedone del nero · g7 alfiere del nero · h7 pedone del nero · c6 cavallo del nero · d6 pedone del nero · f6 cavallo del nero · g6 pedone del nero · c4 alfiere del bianco · d4 cavallo del bianco · e4 pedone del bianco · c3 cavallo del bianco · e3 alfiere del bianco · f3 pedone del bianco · a2 pedone del bianco · b2 pedone del bianco · c2 pedone del bianco · d2 donna del bianco · g2 pedone del bianco · h2 pedone del bianco · a1 torre del bianco · e1 re del bianco · h1 torre del bianco | a8 torre del nero · c8 alfiere del nero · d8 donna del nero · f8 torre del nero · g8 re del nero · a7 pedone del nero · b7 pedone del nero · e7 pedone del nero · f7 pedone del nero · g7 alfiere del nero · h7 pedone del nero · c6 cavallo del nero · d6 pedone del nero · f6 cavallo del nero · g6 pedone del nero · c4 alfiere del bianco · d4 cavallo del bianco · e4 pedone del bianco · c3 cavallo del bianco · e3 alfiere del bianco · f3 pedone del bianco · a2 pedone del bianco · b2 pedone del bianco · c2 pedone del bianco · d2 donna del bianco · g2 pedone del bianco · h2 pedone del bianco · a1 torre del bianco · e1 re del bianco · h1 torre del bianco | a8 torre del nero · c8 alfiere del nero · d8 donna del nero · f8 torre del nero · g8 re del nero · a7 pedone del nero · b7 pedone del nero · e7 pedone del nero · f7 pedone del nero · g7 alfiere del nero · h7 pedone del nero · c6 cavallo del nero · d6 pedone del nero · f6 cavallo del nero · g6 pedone del nero · c4 alfiere del bianco · d4 cavallo del bianco · e4 pedone del bianco · c3 cavallo del bianco · e3 alfiere del bianco · f3 pedone del bianco · a2 pedone del bianco · b2 pedone del bianco · c2 pedone del bianco · d2 donna del bianco · g2 pedone del bianco · h2 pedone del bianco · a1 torre del bianco · e1 re del bianco · h1 torre del bianco | a8 torre del nero · c8 alfiere del nero · d8 donna del nero · f8 torre del nero · g8 re del nero · a7 pedone del nero · b7 pedone del nero · e7 pedone del nero · f7 pedone del nero · g7 alfiere del nero · h7 pedone del nero · c6 cavallo del nero · d6 pedone del nero · f6 cavallo del nero · g6 pedone del nero · c4 alfiere del bianco · d4 cavallo del bianco · e4 pedone del bianco · c3 cavallo del bianco · e3 alfiere del bianco · f3 pedone del bianco · a2 pedone del bianco · b2 pedone del bianco · c2 pedone del bianco · d2 donna del bianco · g2 pedone del bianco · h2 pedone del bianco · a1 torre del bianco · e1 re del bianco · h1 torre del bianco | a8 torre del nero · c8 alfiere del nero · d8 donna del nero · f8 torre del nero · g8 re del nero · a7 pedone del nero · b7 pedone del nero · e7 pedone del nero · f7 pedone del nero · g7 alfiere del nero · h7 pedone del nero · c6 cavallo del nero · d6 pedone del nero · f6 cavallo del nero · g6 pedone del nero · c4 alfiere del bianco · d4 cavallo del bianco · e4 pedone del bianco · c3 cavallo del bianco · e3 alfiere del bianco · f3 pedone del bianco · a2 pedone del bianco · b2 pedone del bianco · c2 pedone del bianco · d2 donna del bianco · g2 pedone del bianco · h2 pedone del bianco · a1 torre del bianco · e1 re del bianco · h1 torre del bianco | a8 torre del nero · c8 alfiere del nero · d8 donna del nero · f8 torre del nero · g8 re del nero · a7 pedone del nero · b7 pedone del nero · e7 pedone del nero · f7 pedone del nero · g7 alfiere del nero · h7 pedone del nero · c6 cavallo del nero · d6 pedone del nero · f6 cavallo del nero · g6 pedone del nero · c4 alfiere del bianco · d4 cavallo del bianco · e4 pedone del bianco · c3 cavallo del bianco · e3 alfiere del bianco · f3 pedone del bianco · a2 pedone del bianco · b2 pedone del bianco · c2 pedone del bianco · d2 donna del bianco · g2 pedone del bianco · h2 pedone del bianco · a1 torre del bianco · e1 re del bianco · h1 torre del bianco | a8 torre del nero · c8 alfiere del nero · d8 donna del nero · f8 torre del nero · g8 re del nero · a7 pedone del nero · b7 pedone del nero · e7 pedone del nero · f7 pedone del nero · g7 alfiere del nero · h7 pedone del nero · c6 cavallo del nero · d6 pedone del nero · f6 cavallo del nero · g6 pedone del nero · c4 alfiere del bianco · d4 cavallo del bianco · e4 pedone del bianco · c3 cavallo del bianco · e3 alfiere del bianco · f3 pedone del bianco · a2 pedone del bianco · b2 pedone del bianco · c2 pedone del bianco · d2 donna del bianco · g2 pedone del bianco · h2 pedone del bianco · a1 torre del bianco · e1 re del bianco · h1 torre del bianco | 5 |
| 4 | a8 torre del nero · c8 alfiere del nero · d8 donna del nero · f8 torre del nero · g8 re del nero · a7 pedone del nero · b7 pedone del nero · e7 pedone del nero · f7 pedone del nero · g7 alfiere del nero · h7 pedone del nero · c6 cavallo del nero · d6 pedone del nero · f6 cavallo del nero · g6 pedone del nero · c4 alfiere del bianco · d4 cavallo del bianco · e4 pedone del bianco · c3 cavallo del bianco · e3 alfiere del bianco · f3 pedone del bianco · a2 pedone del bianco · b2 pedone del bianco · c2 pedone del bianco · d2 donna del bianco · g2 pedone del bianco · h2 pedone del bianco · a1 torre del bianco · e1 re del bianco · h1 torre del bianco | a8 torre del nero · c8 alfiere del nero · d8 donna del nero · f8 torre del nero · g8 re del nero · a7 pedone del nero · b7 pedone del nero · e7 pedone del nero · f7 pedone del nero · g7 alfiere del nero · h7 pedone del nero · c6 cavallo del nero · d6 pedone del nero · f6 cavallo del nero · g6 pedone del nero · c4 alfiere del bianco · d4 cavallo del bianco · e4 pedone del bianco · c3 cavallo del bianco · e3 alfiere del bianco · f3 pedone del bianco · a2 pedone del bianco · b2 pedone del bianco · c2 pedone del bianco · d2 donna del bianco · g2 pedone del bianco · h2 pedone del bianco · a1 torre del bianco · e1 re del bianco · h1 torre del bianco | a8 torre del nero · c8 alfiere del nero · d8 donna del nero · f8 torre del nero · g8 re del nero · a7 pedone del nero · b7 pedone del nero · e7 pedone del nero · f7 pedone del nero · g7 alfiere del nero · h7 pedone del nero · c6 cavallo del nero · d6 pedone del nero · f6 cavallo del nero · g6 pedone del nero · c4 alfiere del bianco · d4 cavallo del bianco · e4 pedone del bianco · c3 cavallo del bianco · e3 alfiere del bianco · f3 pedone del bianco · a2 pedone del bianco · b2 pedone del bianco · c2 pedone del bianco · d2 donna del bianco · g2 pedone del bianco · h2 pedone del bianco · a1 torre del bianco · e1 re del bianco · h1 torre del bianco | a8 torre del nero · c8 alfiere del nero · d8 donna del nero · f8 torre del nero · g8 re del nero · a7 pedone del nero · b7 pedone del nero · e7 pedone del nero · f7 pedone del nero · g7 alfiere del nero · h7 pedone del nero · c6 cavallo del nero · d6 pedone del nero · f6 cavallo del nero · g6 pedone del nero · c4 alfiere del bianco · d4 cavallo del bianco · e4 pedone del bianco · c3 cavallo del bianco · e3 alfiere del bianco · f3 pedone del bianco · a2 pedone del bianco · b2 pedone del bianco · c2 pedone del bianco · d2 donna del bianco · g2 pedone del bianco · h2 pedone del bianco · a1 torre del bianco · e1 re del bianco · h1 torre del bianco | a8 torre del nero · c8 alfiere del nero · d8 donna del nero · f8 torre del nero · g8 re del nero · a7 pedone del nero · b7 pedone del nero · e7 pedone del nero · f7 pedone del nero · g7 alfiere del nero · h7 pedone del nero · c6 cavallo del nero · d6 pedone del nero · f6 cavallo del nero · g6 pedone del nero · c4 alfiere del bianco · d4 cavallo del bianco · e4 pedone del bianco · c3 cavallo del bianco · e3 alfiere del bianco · f3 pedone del bianco · a2 pedone del bianco · b2 pedone del bianco · c2 pedone del bianco · d2 donna del bianco · g2 pedone del bianco · h2 pedone del bianco · a1 torre del bianco · e1 re del bianco · h1 torre del bianco | a8 torre del nero · c8 alfiere del nero · d8 donna del nero · f8 torre del nero · g8 re del nero · a7 pedone del nero · b7 pedone del nero · e7 pedone del nero · f7 pedone del nero · g7 alfiere del nero · h7 pedone del nero · c6 cavallo del nero · d6 pedone del nero · f6 cavallo del nero · g6 pedone del nero · c4 alfiere del bianco · d4 cavallo del bianco · e4 pedone del bianco · c3 cavallo del bianco · e3 alfiere del bianco · f3 pedone del bianco · a2 pedone del bianco · b2 pedone del bianco · c2 pedone del bianco · d2 donna del bianco · g2 pedone del bianco · h2 pedone del bianco · a1 torre del bianco · e1 re del bianco · h1 torre del bianco | a8 torre del nero · c8 alfiere del nero · d8 donna del nero · f8 torre del nero · g8 re del nero · a7 pedone del nero · b7 pedone del nero · e7 pedone del nero · f7 pedone del nero · g7 alfiere del nero · h7 pedone del nero · c6 cavallo del nero · d6 pedone del nero · f6 cavallo del nero · g6 pedone del nero · c4 alfiere del bianco · d4 cavallo del bianco · e4 pedone del bianco · c3 cavallo del bianco · e3 alfiere del bianco · f3 pedone del bianco · a2 pedone del bianco · b2 pedone del bianco · c2 pedone del bianco · d2 donna del bianco · g2 pedone del bianco · h2 pedone del bianco · a1 torre del bianco · e1 re del bianco · h1 torre del bianco | a8 torre del nero · c8 alfiere del nero · d8 donna del nero · f8 torre del nero · g8 re del nero · a7 pedone del nero · b7 pedone del nero · e7 pedone del nero · f7 pedone del nero · g7 alfiere del nero · h7 pedone del nero · c6 cavallo del nero · d6 pedone del nero · f6 cavallo del nero · g6 pedone del nero · c4 alfiere del bianco · d4 cavallo del bianco · e4 pedone del bianco · c3 cavallo del bianco · e3 alfiere del bianco · f3 pedone del bianco · a2 pedone del bianco · b2 pedone del bianco · c2 pedone del bianco · d2 donna del bianco · g2 pedone del bianco · h2 pedone del bianco · a1 torre del bianco · e1 re del bianco · h1 torre del bianco | 4 |
| 3 | a8 torre del nero · c8 alfiere del nero · d8 donna del nero · f8 torre del nero · g8 re del nero · a7 pedone del nero · b7 pedone del nero · e7 pedone del nero · f7 pedone del nero · g7 alfiere del nero · h7 pedone del nero · c6 cavallo del nero · d6 pedone del nero · f6 cavallo del nero · g6 pedone del nero · c4 alfiere del bianco · d4 cavallo del bianco · e4 pedone del bianco · c3 cavallo del bianco · e3 alfiere del bianco · f3 pedone del bianco · a2 pedone del bianco · b2 pedone del bianco · c2 pedone del bianco · d2 donna del bianco · g2 pedone del bianco · h2 pedone del bianco · a1 torre del bianco · e1 re del bianco · h1 torre del bianco | a8 torre del nero · c8 alfiere del nero · d8 donna del nero · f8 torre del nero · g8 re del nero · a7 pedone del nero · b7 pedone del nero · e7 pedone del nero · f7 pedone del nero · g7 alfiere del nero · h7 pedone del nero · c6 cavallo del nero · d6 pedone del nero · f6 cavallo del nero · g6 pedone del nero · c4 alfiere del bianco · d4 cavallo del bianco · e4 pedone del bianco · c3 cavallo del bianco · e3 alfiere del bianco · f3 pedone del bianco · a2 pedone del bianco · b2 pedone del bianco · c2 pedone del bianco · d2 donna del bianco · g2 pedone del bianco · h2 pedone del bianco · a1 torre del bianco · e1 re del bianco · h1 torre del bianco | a8 torre del nero · c8 alfiere del nero · d8 donna del nero · f8 torre del nero · g8 re del nero · a7 pedone del nero · b7 pedone del nero · e7 pedone del nero · f7 pedone del nero · g7 alfiere del nero · h7 pedone del nero · c6 cavallo del nero · d6 pedone del nero · f6 cavallo del nero · g6 pedone del nero · c4 alfiere del bianco · d4 cavallo del bianco · e4 pedone del bianco · c3 cavallo del bianco · e3 alfiere del bianco · f3 pedone del bianco · a2 pedone del bianco · b2 pedone del bianco · c2 pedone del bianco · d2 donna del bianco · g2 pedone del bianco · h2 pedone del bianco · a1 torre del bianco · e1 re del bianco · h1 torre del bianco | a8 torre del nero · c8 alfiere del nero · d8 donna del nero · f8 torre del nero · g8 re del nero · a7 pedone del nero · b7 pedone del nero · e7 pedone del nero · f7 pedone del nero · g7 alfiere del nero · h7 pedone del nero · c6 cavallo del nero · d6 pedone del nero · f6 cavallo del nero · g6 pedone del nero · c4 alfiere del bianco · d4 cavallo del bianco · e4 pedone del bianco · c3 cavallo del bianco · e3 alfiere del bianco · f3 pedone del bianco · a2 pedone del bianco · b2 pedone del bianco · c2 pedone del bianco · d2 donna del bianco · g2 pedone del bianco · h2 pedone del bianco · a1 torre del bianco · e1 re del bianco · h1 torre del bianco | a8 torre del nero · c8 alfiere del nero · d8 donna del nero · f8 torre del nero · g8 re del nero · a7 pedone del nero · b7 pedone del nero · e7 pedone del nero · f7 pedone del nero · g7 alfiere del nero · h7 pedone del nero · c6 cavallo del nero · d6 pedone del nero · f6 cavallo del nero · g6 pedone del nero · c4 alfiere del bianco · d4 cavallo del bianco · e4 pedone del bianco · c3 cavallo del bianco · e3 alfiere del bianco · f3 pedone del bianco · a2 pedone del bianco · b2 pedone del bianco · c2 pedone del bianco · d2 donna del bianco · g2 pedone del bianco · h2 pedone del bianco · a1 torre del bianco · e1 re del bianco · h1 torre del bianco | a8 torre del nero · c8 alfiere del nero · d8 donna del nero · f8 torre del nero · g8 re del nero · a7 pedone del nero · b7 pedone del nero · e7 pedone del nero · f7 pedone del nero · g7 alfiere del nero · h7 pedone del nero · c6 cavallo del nero · d6 pedone del nero · f6 cavallo del nero · g6 pedone del nero · c4 alfiere del bianco · d4 cavallo del bianco · e4 pedone del bianco · c3 cavallo del bianco · e3 alfiere del bianco · f3 pedone del bianco · a2 pedone del bianco · b2 pedone del bianco · c2 pedone del bianco · d2 donna del bianco · g2 pedone del bianco · h2 pedone del bianco · a1 torre del bianco · e1 re del bianco · h1 torre del bianco | a8 torre del nero · c8 alfiere del nero · d8 donna del nero · f8 torre del nero · g8 re del nero · a7 pedone del nero · b7 pedone del nero · e7 pedone del nero · f7 pedone del nero · g7 alfiere del nero · h7 pedone del nero · c6 cavallo del nero · d6 pedone del nero · f6 cavallo del nero · g6 pedone del nero · c4 alfiere del bianco · d4 cavallo del bianco · e4 pedone del bianco · c3 cavallo del bianco · e3 alfiere del bianco · f3 pedone del bianco · a2 pedone del bianco · b2 pedone del bianco · c2 pedone del bianco · d2 donna del bianco · g2 pedone del bianco · h2 pedone del bianco · a1 torre del bianco · e1 re del bianco · h1 torre del bianco | a8 torre del nero · c8 alfiere del nero · d8 donna del nero · f8 torre del nero · g8 re del nero · a7 pedone del nero · b7 pedone del nero · e7 pedone del nero · f7 pedone del nero · g7 alfiere del nero · h7 pedone del nero · c6 cavallo del nero · d6 pedone del nero · f6 cavallo del nero · g6 pedone del nero · c4 alfiere del bianco · d4 cavallo del bianco · e4 pedone del bianco · c3 cavallo del bianco · e3 alfiere del bianco · f3 pedone del bianco · a2 pedone del bianco · b2 pedone del bianco · c2 pedone del bianco · d2 donna del bianco · g2 pedone del bianco · h2 pedone del bianco · a1 torre del bianco · e1 re del bianco · h1 torre del bianco | 3 |
| 2 | a8 torre del nero · c8 alfiere del nero · d8 donna del nero · f8 torre del nero · g8 re del nero · a7 pedone del nero · b7 pedone del nero · e7 pedone del nero · f7 pedone del nero · g7 alfiere del nero · h7 pedone del nero · c6 cavallo del nero · d6 pedone del nero · f6 cavallo del nero · g6 pedone del nero · c4 alfiere del bianco · d4 cavallo del bianco · e4 pedone del bianco · c3 cavallo del bianco · e3 alfiere del bianco · f3 pedone del bianco · a2 pedone del bianco · b2 pedone del bianco · c2 pedone del bianco · d2 donna del bianco · g2 pedone del bianco · h2 pedone del bianco · a1 torre del bianco · e1 re del bianco · h1 torre del bianco | a8 torre del nero · c8 alfiere del nero · d8 donna del nero · f8 torre del nero · g8 re del nero · a7 pedone del nero · b7 pedone del nero · e7 pedone del nero · f7 pedone del nero · g7 alfiere del nero · h7 pedone del nero · c6 cavallo del nero · d6 pedone del nero · f6 cavallo del nero · g6 pedone del nero · c4 alfiere del bianco · d4 cavallo del bianco · e4 pedone del bianco · c3 cavallo del bianco · e3 alfiere del bianco · f3 pedone del bianco · a2 pedone del bianco · b2 pedone del bianco · c2 pedone del bianco · d2 donna del bianco · g2 pedone del bianco · h2 pedone del bianco · a1 torre del bianco · e1 re del bianco · h1 torre del bianco | a8 torre del nero · c8 alfiere del nero · d8 donna del nero · f8 torre del nero · g8 re del nero · a7 pedone del nero · b7 pedone del nero · e7 pedone del nero · f7 pedone del nero · g7 alfiere del nero · h7 pedone del nero · c6 cavallo del nero · d6 pedone del nero · f6 cavallo del nero · g6 pedone del nero · c4 alfiere del bianco · d4 cavallo del bianco · e4 pedone del bianco · c3 cavallo del bianco · e3 alfiere del bianco · f3 pedone del bianco · a2 pedone del bianco · b2 pedone del bianco · c2 pedone del bianco · d2 donna del bianco · g2 pedone del bianco · h2 pedone del bianco · a1 torre del bianco · e1 re del bianco · h1 torre del bianco | a8 torre del nero · c8 alfiere del nero · d8 donna del nero · f8 torre del nero · g8 re del nero · a7 pedone del nero · b7 pedone del nero · e7 pedone del nero · f7 pedone del nero · g7 alfiere del nero · h7 pedone del nero · c6 cavallo del nero · d6 pedone del nero · f6 cavallo del nero · g6 pedone del nero · c4 alfiere del bianco · d4 cavallo del bianco · e4 pedone del bianco · c3 cavallo del bianco · e3 alfiere del bianco · f3 pedone del bianco · a2 pedone del bianco · b2 pedone del bianco · c2 pedone del bianco · d2 donna del bianco · g2 pedone del bianco · h2 pedone del bianco · a1 torre del bianco · e1 re del bianco · h1 torre del bianco | a8 torre del nero · c8 alfiere del nero · d8 donna del nero · f8 torre del nero · g8 re del nero · a7 pedone del nero · b7 pedone del nero · e7 pedone del nero · f7 pedone del nero · g7 alfiere del nero · h7 pedone del nero · c6 cavallo del nero · d6 pedone del nero · f6 cavallo del nero · g6 pedone del nero · c4 alfiere del bianco · d4 cavallo del bianco · e4 pedone del bianco · c3 cavallo del bianco · e3 alfiere del bianco · f3 pedone del bianco · a2 pedone del bianco · b2 pedone del bianco · c2 pedone del bianco · d2 donna del bianco · g2 pedone del bianco · h2 pedone del bianco · a1 torre del bianco · e1 re del bianco · h1 torre del bianco | a8 torre del nero · c8 alfiere del nero · d8 donna del nero · f8 torre del nero · g8 re del nero · a7 pedone del nero · b7 pedone del nero · e7 pedone del nero · f7 pedone del nero · g7 alfiere del nero · h7 pedone del nero · c6 cavallo del nero · d6 pedone del nero · f6 cavallo del nero · g6 pedone del nero · c4 alfiere del bianco · d4 cavallo del bianco · e4 pedone del bianco · c3 cavallo del bianco · e3 alfiere del bianco · f3 pedone del bianco · a2 pedone del bianco · b2 pedone del bianco · c2 pedone del bianco · d2 donna del bianco · g2 pedone del bianco · h2 pedone del bianco · a1 torre del bianco · e1 re del bianco · h1 torre del bianco | a8 torre del nero · c8 alfiere del nero · d8 donna del nero · f8 torre del nero · g8 re del nero · a7 pedone del nero · b7 pedone del nero · e7 pedone del nero · f7 pedone del nero · g7 alfiere del nero · h7 pedone del nero · c6 cavallo del nero · d6 pedone del nero · f6 cavallo del nero · g6 pedone del nero · c4 alfiere del bianco · d4 cavallo del bianco · e4 pedone del bianco · c3 cavallo del bianco · e3 alfiere del bianco · f3 pedone del bianco · a2 pedone del bianco · b2 pedone del bianco · c2 pedone del bianco · d2 donna del bianco · g2 pedone del bianco · h2 pedone del bianco · a1 torre del bianco · e1 re del bianco · h1 torre del bianco | a8 torre del nero · c8 alfiere del nero · d8 donna del nero · f8 torre del nero · g8 re del nero · a7 pedone del nero · b7 pedone del nero · e7 pedone del nero · f7 pedone del nero · g7 alfiere del nero · h7 pedone del nero · c6 cavallo del nero · d6 pedone del nero · f6 cavallo del nero · g6 pedone del nero · c4 alfiere del bianco · d4 cavallo del bianco · e4 pedone del bianco · c3 cavallo del bianco · e3 alfiere del bianco · f3 pedone del bianco · a2 pedone del bianco · b2 pedone del bianco · c2 pedone del bianco · d2 donna del bianco · g2 pedone del bianco · h2 pedone del bianco · a1 torre del bianco · e1 re del bianco · h1 torre del bianco | 2 |
| 1 | a8 torre del nero · c8 alfiere del nero · d8 donna del nero · f8 torre del nero · g8 re del nero · a7 pedone del nero · b7 pedone del nero · e7 pedone del nero · f7 pedone del nero · g7 alfiere del nero · h7 pedone del nero · c6 cavallo del nero · d6 pedone del nero · f6 cavallo del nero · g6 pedone del nero · c4 alfiere del bianco · d4 cavallo del bianco · e4 pedone del bianco · c3 cavallo del bianco · e3 alfiere del bianco · f3 pedone del bianco · a2 pedone del bianco · b2 pedone del bianco · c2 pedone del bianco · d2 donna del bianco · g2 pedone del bianco · h2 pedone del bianco · a1 torre del bianco · e1 re del bianco · h1 torre del bianco | a8 torre del nero · c8 alfiere del nero · d8 donna del nero · f8 torre del nero · g8 re del nero · a7 pedone del nero · b7 pedone del nero · e7 pedone del nero · f7 pedone del nero · g7 alfiere del nero · h7 pedone del nero · c6 cavallo del nero · d6 pedone del nero · f6 cavallo del nero · g6 pedone del nero · c4 alfiere del bianco · d4 cavallo del bianco · e4 pedone del bianco · c3 cavallo del bianco · e3 alfiere del bianco · f3 pedone del bianco · a2 pedone del bianco · b2 pedone del bianco · c2 pedone del bianco · d2 donna del bianco · g2 pedone del bianco · h2 pedone del bianco · a1 torre del bianco · e1 re del bianco · h1 torre del bianco | a8 torre del nero · c8 alfiere del nero · d8 donna del nero · f8 torre del nero · g8 re del nero · a7 pedone del nero · b7 pedone del nero · e7 pedone del nero · f7 pedone del nero · g7 alfiere del nero · h7 pedone del nero · c6 cavallo del nero · d6 pedone del nero · f6 cavallo del nero · g6 pedone del nero · c4 alfiere del bianco · d4 cavallo del bianco · e4 pedone del bianco · c3 cavallo del bianco · e3 alfiere del bianco · f3 pedone del bianco · a2 pedone del bianco · b2 pedone del bianco · c2 pedone del bianco · d2 donna del bianco · g2 pedone del bianco · h2 pedone del bianco · a1 torre del bianco · e1 re del bianco · h1 torre del bianco | a8 torre del nero · c8 alfiere del nero · d8 donna del nero · f8 torre del nero · g8 re del nero · a7 pedone del nero · b7 pedone del nero · e7 pedone del nero · f7 pedone del nero · g7 alfiere del nero · h7 pedone del nero · c6 cavallo del nero · d6 pedone del nero · f6 cavallo del nero · g6 pedone del nero · c4 alfiere del bianco · d4 cavallo del bianco · e4 pedone del bianco · c3 cavallo del bianco · e3 alfiere del bianco · f3 pedone del bianco · a2 pedone del bianco · b2 pedone del bianco · c2 pedone del bianco · d2 donna del bianco · g2 pedone del bianco · h2 pedone del bianco · a1 torre del bianco · e1 re del bianco · h1 torre del bianco | a8 torre del nero · c8 alfiere del nero · d8 donna del nero · f8 torre del nero · g8 re del nero · a7 pedone del nero · b7 pedone del nero · e7 pedone del nero · f7 pedone del nero · g7 alfiere del nero · h7 pedone del nero · c6 cavallo del nero · d6 pedone del nero · f6 cavallo del nero · g6 pedone del nero · c4 alfiere del bianco · d4 cavallo del bianco · e4 pedone del bianco · c3 cavallo del bianco · e3 alfiere del bianco · f3 pedone del bianco · a2 pedone del bianco · b2 pedone del bianco · c2 pedone del bianco · d2 donna del bianco · g2 pedone del bianco · h2 pedone del bianco · a1 torre del bianco · e1 re del bianco · h1 torre del bianco | a8 torre del nero · c8 alfiere del nero · d8 donna del nero · f8 torre del nero · g8 re del nero · a7 pedone del nero · b7 pedone del nero · e7 pedone del nero · f7 pedone del nero · g7 alfiere del nero · h7 pedone del nero · c6 cavallo del nero · d6 pedone del nero · f6 cavallo del nero · g6 pedone del nero · c4 alfiere del bianco · d4 cavallo del bianco · e4 pedone del bianco · c3 cavallo del bianco · e3 alfiere del bianco · f3 pedone del bianco · a2 pedone del bianco · b2 pedone del bianco · c2 pedone del bianco · d2 donna del bianco · g2 pedone del bianco · h2 pedone del bianco · a1 torre del bianco · e1 re del bianco · h1 torre del bianco | a8 torre del nero · c8 alfiere del nero · d8 donna del nero · f8 torre del nero · g8 re del nero · a7 pedone del nero · b7 pedone del nero · e7 pedone del nero · f7 pedone del nero · g7 alfiere del nero · h7 pedone del nero · c6 cavallo del nero · d6 pedone del nero · f6 cavallo del nero · g6 pedone del nero · c4 alfiere del bianco · d4 cavallo del bianco · e4 pedone del bianco · c3 cavallo del bianco · e3 alfiere del bianco · f3 pedone del bianco · a2 pedone del bianco · b2 pedone del bianco · c2 pedone del bianco · d2 donna del bianco · g2 pedone del bianco · h2 pedone del bianco · a1 torre del bianco · e1 re del bianco · h1 torre del bianco | a8 torre del nero · c8 alfiere del nero · d8 donna del nero · f8 torre del nero · g8 re del nero · a7 pedone del nero · b7 pedone del nero · e7 pedone del nero · f7 pedone del nero · g7 alfiere del nero · h7 pedone del nero · c6 cavallo del nero · d6 pedone del nero · f6 cavallo del nero · g6 pedone del nero · c4 alfiere del bianco · d4 cavallo del bianco · e4 pedone del bianco · c3 cavallo del bianco · e3 alfiere del bianco · f3 pedone del bianco · a2 pedone del bianco · b2 pedone del bianco · c2 pedone del bianco · d2 donna del bianco · g2 pedone del bianco · h2 pedone del bianco · a1 torre del bianco · e1 re del bianco · h1 torre del bianco | 1 |
|   | a | b | c | d | e | f | g | h |   |

Nella pratica moderna, migliorando la tecnica di difesa, l'attacco all'arma bianca contro il re nero è stato integrato da un gioco più posizionale basato sul controllo del centro e sull'occupazione della casa d5 con un cavallo. Esaminando la posizione dei pedoni e dei pezzi del nero si può vedere come questi non sia praticamente mai in grado di spingere il pedone e, spinta che indebolirebbe enormemente le case f6 e d6. Questa circostanza può essere sfruttata dal bianco per cercare di installare un cavallo in d5. L'eventuale cambio di questo cavallo creerebbe una struttura pedonale favorevole al bianco, in quanto dopo la cattura exd5 il pedone e7 del nero diventerebbe arretrato su una colonna semiaperta, e quindi potenzialmente sottoposto a grande pressione. Oltretutto il cavallo in f6 è anche il pezzo che protegge la casa debole h7. L'eventuale apertura della colonna h dopo h2-h4-h5 e la scomparsa del difensore in f6 porterebbero rapidamente a una posizione critica per il nero.
A seguito dell'arrocco del bianco sull'ala di donna il nero ha a disposizione un forte controgioco basato sul possesso della colonna c combinato con l'azione dell'alfiere camposcuro che punta direttamente contro l'arrocco bianco. Frequente è il caso in cui il nero per alimentare l'attacco arrivi a sacrificare la qualità contro il cavallo in c3 per indebolire seriamente la configurazione dei pedoni dell'arrocco avversario e per dare più forza all'alfiere camposcuro.
Particolare rilievo assume in questo caso il controllo della casa d5, unico punto di rottura del nero al centro.
|   | a | b | c | d | e | f | g | h |   |
| 8 | c8 torre del nero · d8 donna del nero · f8 torre del nero · g8 re del nero · a7 pedone del nero · b7 pedone del nero · d7 alfiere del nero · e7 pedone del nero · f7 pedone del nero · g7 alfiere del nero · h7 pedone del nero · d6 pedone del nero · f6 cavallo del nero · g6 pedone del nero · e5 cavallo del nero · d4 cavallo del bianco · e4 pedone del bianco · h4 pedone del bianco · b3 alfiere del bianco · c3 cavallo del bianco · e3 alfiere del bianco · f3 pedone del bianco · a2 pedone del bianco · b2 pedone del bianco · c2 pedone del bianco · d2 donna del bianco · g2 pedone del bianco · c1 re del bianco · d1 torre del bianco · h1 torre del bianco | c8 torre del nero · d8 donna del nero · f8 torre del nero · g8 re del nero · a7 pedone del nero · b7 pedone del nero · d7 alfiere del nero · e7 pedone del nero · f7 pedone del nero · g7 alfiere del nero · h7 pedone del nero · d6 pedone del nero · f6 cavallo del nero · g6 pedone del nero · e5 cavallo del nero · d4 cavallo del bianco · e4 pedone del bianco · h4 pedone del bianco · b3 alfiere del bianco · c3 cavallo del bianco · e3 alfiere del bianco · f3 pedone del bianco · a2 pedone del bianco · b2 pedone del bianco · c2 pedone del bianco · d2 donna del bianco · g2 pedone del bianco · c1 re del bianco · d1 torre del bianco · h1 torre del bianco | c8 torre del nero · d8 donna del nero · f8 torre del nero · g8 re del nero · a7 pedone del nero · b7 pedone del nero · d7 alfiere del nero · e7 pedone del nero · f7 pedone del nero · g7 alfiere del nero · h7 pedone del nero · d6 pedone del nero · f6 cavallo del nero · g6 pedone del nero · e5 cavallo del nero · d4 cavallo del bianco · e4 pedone del bianco · h4 pedone del bianco · b3 alfiere del bianco · c3 cavallo del bianco · e3 alfiere del bianco · f3 pedone del bianco · a2 pedone del bianco · b2 pedone del bianco · c2 pedone del bianco · d2 donna del bianco · g2 pedone del bianco · c1 re del bianco · d1 torre del bianco · h1 torre del bianco | c8 torre del nero · d8 donna del nero · f8 torre del nero · g8 re del nero · a7 pedone del nero · b7 pedone del nero · d7 alfiere del nero · e7 pedone del nero · f7 pedone del nero · g7 alfiere del nero · h7 pedone del nero · d6 pedone del nero · f6 cavallo del nero · g6 pedone del nero · e5 cavallo del nero · d4 cavallo del bianco · e4 pedone del bianco · h4 pedone del bianco · b3 alfiere del bianco · c3 cavallo del bianco · e3 alfiere del bianco · f3 pedone del bianco · a2 pedone del bianco · b2 pedone del bianco · c2 pedone del bianco · d2 donna del bianco · g2 pedone del bianco · c1 re del bianco · d1 torre del bianco · h1 torre del bianco | c8 torre del nero · d8 donna del nero · f8 torre del nero · g8 re del nero · a7 pedone del nero · b7 pedone del nero · d7 alfiere del nero · e7 pedone del nero · f7 pedone del nero · g7 alfiere del nero · h7 pedone del nero · d6 pedone del nero · f6 cavallo del nero · g6 pedone del nero · e5 cavallo del nero · d4 cavallo del bianco · e4 pedone del bianco · h4 pedone del bianco · b3 alfiere del bianco · c3 cavallo del bianco · e3 alfiere del bianco · f3 pedone del bianco · a2 pedone del bianco · b2 pedone del bianco · c2 pedone del bianco · d2 donna del bianco · g2 pedone del bianco · c1 re del bianco · d1 torre del bianco · h1 torre del bianco | c8 torre del nero · d8 donna del nero · f8 torre del nero · g8 re del nero · a7 pedone del nero · b7 pedone del nero · d7 alfiere del nero · e7 pedone del nero · f7 pedone del nero · g7 alfiere del nero · h7 pedone del nero · d6 pedone del nero · f6 cavallo del nero · g6 pedone del nero · e5 cavallo del nero · d4 cavallo del bianco · e4 pedone del bianco · h4 pedone del bianco · b3 alfiere del bianco · c3 cavallo del bianco · e3 alfiere del bianco · f3 pedone del bianco · a2 pedone del bianco · b2 pedone del bianco · c2 pedone del bianco · d2 donna del bianco · g2 pedone del bianco · c1 re del bianco · d1 torre del bianco · h1 torre del bianco | c8 torre del nero · d8 donna del nero · f8 torre del nero · g8 re del nero · a7 pedone del nero · b7 pedone del nero · d7 alfiere del nero · e7 pedone del nero · f7 pedone del nero · g7 alfiere del nero · h7 pedone del nero · d6 pedone del nero · f6 cavallo del nero · g6 pedone del nero · e5 cavallo del nero · d4 cavallo del bianco · e4 pedone del bianco · h4 pedone del bianco · b3 alfiere del bianco · c3 cavallo del bianco · e3 alfiere del bianco · f3 pedone del bianco · a2 pedone del bianco · b2 pedone del bianco · c2 pedone del bianco · d2 donna del bianco · g2 pedone del bianco · c1 re del bianco · d1 torre del bianco · h1 torre del bianco | c8 torre del nero · d8 donna del nero · f8 torre del nero · g8 re del nero · a7 pedone del nero · b7 pedone del nero · d7 alfiere del nero · e7 pedone del nero · f7 pedone del nero · g7 alfiere del nero · h7 pedone del nero · d6 pedone del nero · f6 cavallo del nero · g6 pedone del nero · e5 cavallo del nero · d4 cavallo del bianco · e4 pedone del bianco · h4 pedone del bianco · b3 alfiere del bianco · c3 cavallo del bianco · e3 alfiere del bianco · f3 pedone del bianco · a2 pedone del bianco · b2 pedone del bianco · c2 pedone del bianco · d2 donna del bianco · g2 pedone del bianco · c1 re del bianco · d1 torre del bianco · h1 torre del bianco | 8 |
| 7 | c8 torre del nero · d8 donna del nero · f8 torre del nero · g8 re del nero · a7 pedone del nero · b7 pedone del nero · d7 alfiere del nero · e7 pedone del nero · f7 pedone del nero · g7 alfiere del nero · h7 pedone del nero · d6 pedone del nero · f6 cavallo del nero · g6 pedone del nero · e5 cavallo del nero · d4 cavallo del bianco · e4 pedone del bianco · h4 pedone del bianco · b3 alfiere del bianco · c3 cavallo del bianco · e3 alfiere del bianco · f3 pedone del bianco · a2 pedone del bianco · b2 pedone del bianco · c2 pedone del bianco · d2 donna del bianco · g2 pedone del bianco · c1 re del bianco · d1 torre del bianco · h1 torre del bianco | c8 torre del nero · d8 donna del nero · f8 torre del nero · g8 re del nero · a7 pedone del nero · b7 pedone del nero · d7 alfiere del nero · e7 pedone del nero · f7 pedone del nero · g7 alfiere del nero · h7 pedone del nero · d6 pedone del nero · f6 cavallo del nero · g6 pedone del nero · e5 cavallo del nero · d4 cavallo del bianco · e4 pedone del bianco · h4 pedone del bianco · b3 alfiere del bianco · c3 cavallo del bianco · e3 alfiere del bianco · f3 pedone del bianco · a2 pedone del bianco · b2 pedone del bianco · c2 pedone del bianco · d2 donna del bianco · g2 pedone del bianco · c1 re del bianco · d1 torre del bianco · h1 torre del bianco | c8 torre del nero · d8 donna del nero · f8 torre del nero · g8 re del nero · a7 pedone del nero · b7 pedone del nero · d7 alfiere del nero · e7 pedone del nero · f7 pedone del nero · g7 alfiere del nero · h7 pedone del nero · d6 pedone del nero · f6 cavallo del nero · g6 pedone del nero · e5 cavallo del nero · d4 cavallo del bianco · e4 pedone del bianco · h4 pedone del bianco · b3 alfiere del bianco · c3 cavallo del bianco · e3 alfiere del bianco · f3 pedone del bianco · a2 pedone del bianco · b2 pedone del bianco · c2 pedone del bianco · d2 donna del bianco · g2 pedone del bianco · c1 re del bianco · d1 torre del bianco · h1 torre del bianco | c8 torre del nero · d8 donna del nero · f8 torre del nero · g8 re del nero · a7 pedone del nero · b7 pedone del nero · d7 alfiere del nero · e7 pedone del nero · f7 pedone del nero · g7 alfiere del nero · h7 pedone del nero · d6 pedone del nero · f6 cavallo del nero · g6 pedone del nero · e5 cavallo del nero · d4 cavallo del bianco · e4 pedone del bianco · h4 pedone del bianco · b3 alfiere del bianco · c3 cavallo del bianco · e3 alfiere del bianco · f3 pedone del bianco · a2 pedone del bianco · b2 pedone del bianco · c2 pedone del bianco · d2 donna del bianco · g2 pedone del bianco · c1 re del bianco · d1 torre del bianco · h1 torre del bianco | c8 torre del nero · d8 donna del nero · f8 torre del nero · g8 re del nero · a7 pedone del nero · b7 pedone del nero · d7 alfiere del nero · e7 pedone del nero · f7 pedone del nero · g7 alfiere del nero · h7 pedone del nero · d6 pedone del nero · f6 cavallo del nero · g6 pedone del nero · e5 cavallo del nero · d4 cavallo del bianco · e4 pedone del bianco · h4 pedone del bianco · b3 alfiere del bianco · c3 cavallo del bianco · e3 alfiere del bianco · f3 pedone del bianco · a2 pedone del bianco · b2 pedone del bianco · c2 pedone del bianco · d2 donna del bianco · g2 pedone del bianco · c1 re del bianco · d1 torre del bianco · h1 torre del bianco | c8 torre del nero · d8 donna del nero · f8 torre del nero · g8 re del nero · a7 pedone del nero · b7 pedone del nero · d7 alfiere del nero · e7 pedone del nero · f7 pedone del nero · g7 alfiere del nero · h7 pedone del nero · d6 pedone del nero · f6 cavallo del nero · g6 pedone del nero · e5 cavallo del nero · d4 cavallo del bianco · e4 pedone del bianco · h4 pedone del bianco · b3 alfiere del bianco · c3 cavallo del bianco · e3 alfiere del bianco · f3 pedone del bianco · a2 pedone del bianco · b2 pedone del bianco · c2 pedone del bianco · d2 donna del bianco · g2 pedone del bianco · c1 re del bianco · d1 torre del bianco · h1 torre del bianco | c8 torre del nero · d8 donna del nero · f8 torre del nero · g8 re del nero · a7 pedone del nero · b7 pedone del nero · d7 alfiere del nero · e7 pedone del nero · f7 pedone del nero · g7 alfiere del nero · h7 pedone del nero · d6 pedone del nero · f6 cavallo del nero · g6 pedone del nero · e5 cavallo del nero · d4 cavallo del bianco · e4 pedone del bianco · h4 pedone del bianco · b3 alfiere del bianco · c3 cavallo del bianco · e3 alfiere del bianco · f3 pedone del bianco · a2 pedone del bianco · b2 pedone del bianco · c2 pedone del bianco · d2 donna del bianco · g2 pedone del bianco · c1 re del bianco · d1 torre del bianco · h1 torre del bianco | c8 torre del nero · d8 donna del nero · f8 torre del nero · g8 re del nero · a7 pedone del nero · b7 pedone del nero · d7 alfiere del nero · e7 pedone del nero · f7 pedone del nero · g7 alfiere del nero · h7 pedone del nero · d6 pedone del nero · f6 cavallo del nero · g6 pedone del nero · e5 cavallo del nero · d4 cavallo del bianco · e4 pedone del bianco · h4 pedone del bianco · b3 alfiere del bianco · c3 cavallo del bianco · e3 alfiere del bianco · f3 pedone del bianco · a2 pedone del bianco · b2 pedone del bianco · c2 pedone del bianco · d2 donna del bianco · g2 pedone del bianco · c1 re del bianco · d1 torre del bianco · h1 torre del bianco | 7 |
| 6 | c8 torre del nero · d8 donna del nero · f8 torre del nero · g8 re del nero · a7 pedone del nero · b7 pedone del nero · d7 alfiere del nero · e7 pedone del nero · f7 pedone del nero · g7 alfiere del nero · h7 pedone del nero · d6 pedone del nero · f6 cavallo del nero · g6 pedone del nero · e5 cavallo del nero · d4 cavallo del bianco · e4 pedone del bianco · h4 pedone del bianco · b3 alfiere del bianco · c3 cavallo del bianco · e3 alfiere del bianco · f3 pedone del bianco · a2 pedone del bianco · b2 pedone del bianco · c2 pedone del bianco · d2 donna del bianco · g2 pedone del bianco · c1 re del bianco · d1 torre del bianco · h1 torre del bianco | c8 torre del nero · d8 donna del nero · f8 torre del nero · g8 re del nero · a7 pedone del nero · b7 pedone del nero · d7 alfiere del nero · e7 pedone del nero · f7 pedone del nero · g7 alfiere del nero · h7 pedone del nero · d6 pedone del nero · f6 cavallo del nero · g6 pedone del nero · e5 cavallo del nero · d4 cavallo del bianco · e4 pedone del bianco · h4 pedone del bianco · b3 alfiere del bianco · c3 cavallo del bianco · e3 alfiere del bianco · f3 pedone del bianco · a2 pedone del bianco · b2 pedone del bianco · c2 pedone del bianco · d2 donna del bianco · g2 pedone del bianco · c1 re del bianco · d1 torre del bianco · h1 torre del bianco | c8 torre del nero · d8 donna del nero · f8 torre del nero · g8 re del nero · a7 pedone del nero · b7 pedone del nero · d7 alfiere del nero · e7 pedone del nero · f7 pedone del nero · g7 alfiere del nero · h7 pedone del nero · d6 pedone del nero · f6 cavallo del nero · g6 pedone del nero · e5 cavallo del nero · d4 cavallo del bianco · e4 pedone del bianco · h4 pedone del bianco · b3 alfiere del bianco · c3 cavallo del bianco · e3 alfiere del bianco · f3 pedone del bianco · a2 pedone del bianco · b2 pedone del bianco · c2 pedone del bianco · d2 donna del bianco · g2 pedone del bianco · c1 re del bianco · d1 torre del bianco · h1 torre del bianco | c8 torre del nero · d8 donna del nero · f8 torre del nero · g8 re del nero · a7 pedone del nero · b7 pedone del nero · d7 alfiere del nero · e7 pedone del nero · f7 pedone del nero · g7 alfiere del nero · h7 pedone del nero · d6 pedone del nero · f6 cavallo del nero · g6 pedone del nero · e5 cavallo del nero · d4 cavallo del bianco · e4 pedone del bianco · h4 pedone del bianco · b3 alfiere del bianco · c3 cavallo del bianco · e3 alfiere del bianco · f3 pedone del bianco · a2 pedone del bianco · b2 pedone del bianco · c2 pedone del bianco · d2 donna del bianco · g2 pedone del bianco · c1 re del bianco · d1 torre del bianco · h1 torre del bianco | c8 torre del nero · d8 donna del nero · f8 torre del nero · g8 re del nero · a7 pedone del nero · b7 pedone del nero · d7 alfiere del nero · e7 pedone del nero · f7 pedone del nero · g7 alfiere del nero · h7 pedone del nero · d6 pedone del nero · f6 cavallo del nero · g6 pedone del nero · e5 cavallo del nero · d4 cavallo del bianco · e4 pedone del bianco · h4 pedone del bianco · b3 alfiere del bianco · c3 cavallo del bianco · e3 alfiere del bianco · f3 pedone del bianco · a2 pedone del bianco · b2 pedone del bianco · c2 pedone del bianco · d2 donna del bianco · g2 pedone del bianco · c1 re del bianco · d1 torre del bianco · h1 torre del bianco | c8 torre del nero · d8 donna del nero · f8 torre del nero · g8 re del nero · a7 pedone del nero · b7 pedone del nero · d7 alfiere del nero · e7 pedone del nero · f7 pedone del nero · g7 alfiere del nero · h7 pedone del nero · d6 pedone del nero · f6 cavallo del nero · g6 pedone del nero · e5 cavallo del nero · d4 cavallo del bianco · e4 pedone del bianco · h4 pedone del bianco · b3 alfiere del bianco · c3 cavallo del bianco · e3 alfiere del bianco · f3 pedone del bianco · a2 pedone del bianco · b2 pedone del bianco · c2 pedone del bianco · d2 donna del bianco · g2 pedone del bianco · c1 re del bianco · d1 torre del bianco · h1 torre del bianco | c8 torre del nero · d8 donna del nero · f8 torre del nero · g8 re del nero · a7 pedone del nero · b7 pedone del nero · d7 alfiere del nero · e7 pedone del nero · f7 pedone del nero · g7 alfiere del nero · h7 pedone del nero · d6 pedone del nero · f6 cavallo del nero · g6 pedone del nero · e5 cavallo del nero · d4 cavallo del bianco · e4 pedone del bianco · h4 pedone del bianco · b3 alfiere del bianco · c3 cavallo del bianco · e3 alfiere del bianco · f3 pedone del bianco · a2 pedone del bianco · b2 pedone del bianco · c2 pedone del bianco · d2 donna del bianco · g2 pedone del bianco · c1 re del bianco · d1 torre del bianco · h1 torre del bianco | c8 torre del nero · d8 donna del nero · f8 torre del nero · g8 re del nero · a7 pedone del nero · b7 pedone del nero · d7 alfiere del nero · e7 pedone del nero · f7 pedone del nero · g7 alfiere del nero · h7 pedone del nero · d6 pedone del nero · f6 cavallo del nero · g6 pedone del nero · e5 cavallo del nero · d4 cavallo del bianco · e4 pedone del bianco · h4 pedone del bianco · b3 alfiere del bianco · c3 cavallo del bianco · e3 alfiere del bianco · f3 pedone del bianco · a2 pedone del bianco · b2 pedone del bianco · c2 pedone del bianco · d2 donna del bianco · g2 pedone del bianco · c1 re del bianco · d1 torre del bianco · h1 torre del bianco | 6 |
| 5 | c8 torre del nero · d8 donna del nero · f8 torre del nero · g8 re del nero · a7 pedone del nero · b7 pedone del nero · d7 alfiere del nero · e7 pedone del nero · f7 pedone del nero · g7 alfiere del nero · h7 pedone del nero · d6 pedone del nero · f6 cavallo del nero · g6 pedone del nero · e5 cavallo del nero · d4 cavallo del bianco · e4 pedone del bianco · h4 pedone del bianco · b3 alfiere del bianco · c3 cavallo del bianco · e3 alfiere del bianco · f3 pedone del bianco · a2 pedone del bianco · b2 pedone del bianco · c2 pedone del bianco · d2 donna del bianco · g2 pedone del bianco · c1 re del bianco · d1 torre del bianco · h1 torre del bianco | c8 torre del nero · d8 donna del nero · f8 torre del nero · g8 re del nero · a7 pedone del nero · b7 pedone del nero · d7 alfiere del nero · e7 pedone del nero · f7 pedone del nero · g7 alfiere del nero · h7 pedone del nero · d6 pedone del nero · f6 cavallo del nero · g6 pedone del nero · e5 cavallo del nero · d4 cavallo del bianco · e4 pedone del bianco · h4 pedone del bianco · b3 alfiere del bianco · c3 cavallo del bianco · e3 alfiere del bianco · f3 pedone del bianco · a2 pedone del bianco · b2 pedone del bianco · c2 pedone del bianco · d2 donna del bianco · g2 pedone del bianco · c1 re del bianco · d1 torre del bianco · h1 torre del bianco | c8 torre del nero · d8 donna del nero · f8 torre del nero · g8 re del nero · a7 pedone del nero · b7 pedone del nero · d7 alfiere del nero · e7 pedone del nero · f7 pedone del nero · g7 alfiere del nero · h7 pedone del nero · d6 pedone del nero · f6 cavallo del nero · g6 pedone del nero · e5 cavallo del nero · d4 cavallo del bianco · e4 pedone del bianco · h4 pedone del bianco · b3 alfiere del bianco · c3 cavallo del bianco · e3 alfiere del bianco · f3 pedone del bianco · a2 pedone del bianco · b2 pedone del bianco · c2 pedone del bianco · d2 donna del bianco · g2 pedone del bianco · c1 re del bianco · d1 torre del bianco · h1 torre del bianco | c8 torre del nero · d8 donna del nero · f8 torre del nero · g8 re del nero · a7 pedone del nero · b7 pedone del nero · d7 alfiere del nero · e7 pedone del nero · f7 pedone del nero · g7 alfiere del nero · h7 pedone del nero · d6 pedone del nero · f6 cavallo del nero · g6 pedone del nero · e5 cavallo del nero · d4 cavallo del bianco · e4 pedone del bianco · h4 pedone del bianco · b3 alfiere del bianco · c3 cavallo del bianco · e3 alfiere del bianco · f3 pedone del bianco · a2 pedone del bianco · b2 pedone del bianco · c2 pedone del bianco · d2 donna del bianco · g2 pedone del bianco · c1 re del bianco · d1 torre del bianco · h1 torre del bianco | c8 torre del nero · d8 donna del nero · f8 torre del nero · g8 re del nero · a7 pedone del nero · b7 pedone del nero · d7 alfiere del nero · e7 pedone del nero · f7 pedone del nero · g7 alfiere del nero · h7 pedone del nero · d6 pedone del nero · f6 cavallo del nero · g6 pedone del nero · e5 cavallo del nero · d4 cavallo del bianco · e4 pedone del bianco · h4 pedone del bianco · b3 alfiere del bianco · c3 cavallo del bianco · e3 alfiere del bianco · f3 pedone del bianco · a2 pedone del bianco · b2 pedone del bianco · c2 pedone del bianco · d2 donna del bianco · g2 pedone del bianco · c1 re del bianco · d1 torre del bianco · h1 torre del bianco | c8 torre del nero · d8 donna del nero · f8 torre del nero · g8 re del nero · a7 pedone del nero · b7 pedone del nero · d7 alfiere del nero · e7 pedone del nero · f7 pedone del nero · g7 alfiere del nero · h7 pedone del nero · d6 pedone del nero · f6 cavallo del nero · g6 pedone del nero · e5 cavallo del nero · d4 cavallo del bianco · e4 pedone del bianco · h4 pedone del bianco · b3 alfiere del bianco · c3 cavallo del bianco · e3 alfiere del bianco · f3 pedone del bianco · a2 pedone del bianco · b2 pedone del bianco · c2 pedone del bianco · d2 donna del bianco · g2 pedone del bianco · c1 re del bianco · d1 torre del bianco · h1 torre del bianco | c8 torre del nero · d8 donna del nero · f8 torre del nero · g8 re del nero · a7 pedone del nero · b7 pedone del nero · d7 alfiere del nero · e7 pedone del nero · f7 pedone del nero · g7 alfiere del nero · h7 pedone del nero · d6 pedone del nero · f6 cavallo del nero · g6 pedone del nero · e5 cavallo del nero · d4 cavallo del bianco · e4 pedone del bianco · h4 pedone del bianco · b3 alfiere del bianco · c3 cavallo del bianco · e3 alfiere del bianco · f3 pedone del bianco · a2 pedone del bianco · b2 pedone del bianco · c2 pedone del bianco · d2 donna del bianco · g2 pedone del bianco · c1 re del bianco · d1 torre del bianco · h1 torre del bianco | c8 torre del nero · d8 donna del nero · f8 torre del nero · g8 re del nero · a7 pedone del nero · b7 pedone del nero · d7 alfiere del nero · e7 pedone del nero · f7 pedone del nero · g7 alfiere del nero · h7 pedone del nero · d6 pedone del nero · f6 cavallo del nero · g6 pedone del nero · e5 cavallo del nero · d4 cavallo del bianco · e4 pedone del bianco · h4 pedone del bianco · b3 alfiere del bianco · c3 cavallo del bianco · e3 alfiere del bianco · f3 pedone del bianco · a2 pedone del bianco · b2 pedone del bianco · c2 pedone del bianco · d2 donna del bianco · g2 pedone del bianco · c1 re del bianco · d1 torre del bianco · h1 torre del bianco | 5 |
| 4 | c8 torre del nero · d8 donna del nero · f8 torre del nero · g8 re del nero · a7 pedone del nero · b7 pedone del nero · d7 alfiere del nero · e7 pedone del nero · f7 pedone del nero · g7 alfiere del nero · h7 pedone del nero · d6 pedone del nero · f6 cavallo del nero · g6 pedone del nero · e5 cavallo del nero · d4 cavallo del bianco · e4 pedone del bianco · h4 pedone del bianco · b3 alfiere del bianco · c3 cavallo del bianco · e3 alfiere del bianco · f3 pedone del bianco · a2 pedone del bianco · b2 pedone del bianco · c2 pedone del bianco · d2 donna del bianco · g2 pedone del bianco · c1 re del bianco · d1 torre del bianco · h1 torre del bianco | c8 torre del nero · d8 donna del nero · f8 torre del nero · g8 re del nero · a7 pedone del nero · b7 pedone del nero · d7 alfiere del nero · e7 pedone del nero · f7 pedone del nero · g7 alfiere del nero · h7 pedone del nero · d6 pedone del nero · f6 cavallo del nero · g6 pedone del nero · e5 cavallo del nero · d4 cavallo del bianco · e4 pedone del bianco · h4 pedone del bianco · b3 alfiere del bianco · c3 cavallo del bianco · e3 alfiere del bianco · f3 pedone del bianco · a2 pedone del bianco · b2 pedone del bianco · c2 pedone del bianco · d2 donna del bianco · g2 pedone del bianco · c1 re del bianco · d1 torre del bianco · h1 torre del bianco | c8 torre del nero · d8 donna del nero · f8 torre del nero · g8 re del nero · a7 pedone del nero · b7 pedone del nero · d7 alfiere del nero · e7 pedone del nero · f7 pedone del nero · g7 alfiere del nero · h7 pedone del nero · d6 pedone del nero · f6 cavallo del nero · g6 pedone del nero · e5 cavallo del nero · d4 cavallo del bianco · e4 pedone del bianco · h4 pedone del bianco · b3 alfiere del bianco · c3 cavallo del bianco · e3 alfiere del bianco · f3 pedone del bianco · a2 pedone del bianco · b2 pedone del bianco · c2 pedone del bianco · d2 donna del bianco · g2 pedone del bianco · c1 re del bianco · d1 torre del bianco · h1 torre del bianco | c8 torre del nero · d8 donna del nero · f8 torre del nero · g8 re del nero · a7 pedone del nero · b7 pedone del nero · d7 alfiere del nero · e7 pedone del nero · f7 pedone del nero · g7 alfiere del nero · h7 pedone del nero · d6 pedone del nero · f6 cavallo del nero · g6 pedone del nero · e5 cavallo del nero · d4 cavallo del bianco · e4 pedone del bianco · h4 pedone del bianco · b3 alfiere del bianco · c3 cavallo del bianco · e3 alfiere del bianco · f3 pedone del bianco · a2 pedone del bianco · b2 pedone del bianco · c2 pedone del bianco · d2 donna del bianco · g2 pedone del bianco · c1 re del bianco · d1 torre del bianco · h1 torre del bianco | c8 torre del nero · d8 donna del nero · f8 torre del nero · g8 re del nero · a7 pedone del nero · b7 pedone del nero · d7 alfiere del nero · e7 pedone del nero · f7 pedone del nero · g7 alfiere del nero · h7 pedone del nero · d6 pedone del nero · f6 cavallo del nero · g6 pedone del nero · e5 cavallo del nero · d4 cavallo del bianco · e4 pedone del bianco · h4 pedone del bianco · b3 alfiere del bianco · c3 cavallo del bianco · e3 alfiere del bianco · f3 pedone del bianco · a2 pedone del bianco · b2 pedone del bianco · c2 pedone del bianco · d2 donna del bianco · g2 pedone del bianco · c1 re del bianco · d1 torre del bianco · h1 torre del bianco | c8 torre del nero · d8 donna del nero · f8 torre del nero · g8 re del nero · a7 pedone del nero · b7 pedone del nero · d7 alfiere del nero · e7 pedone del nero · f7 pedone del nero · g7 alfiere del nero · h7 pedone del nero · d6 pedone del nero · f6 cavallo del nero · g6 pedone del nero · e5 cavallo del nero · d4 cavallo del bianco · e4 pedone del bianco · h4 pedone del bianco · b3 alfiere del bianco · c3 cavallo del bianco · e3 alfiere del bianco · f3 pedone del bianco · a2 pedone del bianco · b2 pedone del bianco · c2 pedone del bianco · d2 donna del bianco · g2 pedone del bianco · c1 re del bianco · d1 torre del bianco · h1 torre del bianco | c8 torre del nero · d8 donna del nero · f8 torre del nero · g8 re del nero · a7 pedone del nero · b7 pedone del nero · d7 alfiere del nero · e7 pedone del nero · f7 pedone del nero · g7 alfiere del nero · h7 pedone del nero · d6 pedone del nero · f6 cavallo del nero · g6 pedone del nero · e5 cavallo del nero · d4 cavallo del bianco · e4 pedone del bianco · h4 pedone del bianco · b3 alfiere del bianco · c3 cavallo del bianco · e3 alfiere del bianco · f3 pedone del bianco · a2 pedone del bianco · b2 pedone del bianco · c2 pedone del bianco · d2 donna del bianco · g2 pedone del bianco · c1 re del bianco · d1 torre del bianco · h1 torre del bianco | c8 torre del nero · d8 donna del nero · f8 torre del nero · g8 re del nero · a7 pedone del nero · b7 pedone del nero · d7 alfiere del nero · e7 pedone del nero · f7 pedone del nero · g7 alfiere del nero · h7 pedone del nero · d6 pedone del nero · f6 cavallo del nero · g6 pedone del nero · e5 cavallo del nero · d4 cavallo del bianco · e4 pedone del bianco · h4 pedone del bianco · b3 alfiere del bianco · c3 cavallo del bianco · e3 alfiere del bianco · f3 pedone del bianco · a2 pedone del bianco · b2 pedone del bianco · c2 pedone del bianco · d2 donna del bianco · g2 pedone del bianco · c1 re del bianco · d1 torre del bianco · h1 torre del bianco | 4 |
| 3 | c8 torre del nero · d8 donna del nero · f8 torre del nero · g8 re del nero · a7 pedone del nero · b7 pedone del nero · d7 alfiere del nero · e7 pedone del nero · f7 pedone del nero · g7 alfiere del nero · h7 pedone del nero · d6 pedone del nero · f6 cavallo del nero · g6 pedone del nero · e5 cavallo del nero · d4 cavallo del bianco · e4 pedone del bianco · h4 pedone del bianco · b3 alfiere del bianco · c3 cavallo del bianco · e3 alfiere del bianco · f3 pedone del bianco · a2 pedone del bianco · b2 pedone del bianco · c2 pedone del bianco · d2 donna del bianco · g2 pedone del bianco · c1 re del bianco · d1 torre del bianco · h1 torre del bianco | c8 torre del nero · d8 donna del nero · f8 torre del nero · g8 re del nero · a7 pedone del nero · b7 pedone del nero · d7 alfiere del nero · e7 pedone del nero · f7 pedone del nero · g7 alfiere del nero · h7 pedone del nero · d6 pedone del nero · f6 cavallo del nero · g6 pedone del nero · e5 cavallo del nero · d4 cavallo del bianco · e4 pedone del bianco · h4 pedone del bianco · b3 alfiere del bianco · c3 cavallo del bianco · e3 alfiere del bianco · f3 pedone del bianco · a2 pedone del bianco · b2 pedone del bianco · c2 pedone del bianco · d2 donna del bianco · g2 pedone del bianco · c1 re del bianco · d1 torre del bianco · h1 torre del bianco | c8 torre del nero · d8 donna del nero · f8 torre del nero · g8 re del nero · a7 pedone del nero · b7 pedone del nero · d7 alfiere del nero · e7 pedone del nero · f7 pedone del nero · g7 alfiere del nero · h7 pedone del nero · d6 pedone del nero · f6 cavallo del nero · g6 pedone del nero · e5 cavallo del nero · d4 cavallo del bianco · e4 pedone del bianco · h4 pedone del bianco · b3 alfiere del bianco · c3 cavallo del bianco · e3 alfiere del bianco · f3 pedone del bianco · a2 pedone del bianco · b2 pedone del bianco · c2 pedone del bianco · d2 donna del bianco · g2 pedone del bianco · c1 re del bianco · d1 torre del bianco · h1 torre del bianco | c8 torre del nero · d8 donna del nero · f8 torre del nero · g8 re del nero · a7 pedone del nero · b7 pedone del nero · d7 alfiere del nero · e7 pedone del nero · f7 pedone del nero · g7 alfiere del nero · h7 pedone del nero · d6 pedone del nero · f6 cavallo del nero · g6 pedone del nero · e5 cavallo del nero · d4 cavallo del bianco · e4 pedone del bianco · h4 pedone del bianco · b3 alfiere del bianco · c3 cavallo del bianco · e3 alfiere del bianco · f3 pedone del bianco · a2 pedone del bianco · b2 pedone del bianco · c2 pedone del bianco · d2 donna del bianco · g2 pedone del bianco · c1 re del bianco · d1 torre del bianco · h1 torre del bianco | c8 torre del nero · d8 donna del nero · f8 torre del nero · g8 re del nero · a7 pedone del nero · b7 pedone del nero · d7 alfiere del nero · e7 pedone del nero · f7 pedone del nero · g7 alfiere del nero · h7 pedone del nero · d6 pedone del nero · f6 cavallo del nero · g6 pedone del nero · e5 cavallo del nero · d4 cavallo del bianco · e4 pedone del bianco · h4 pedone del bianco · b3 alfiere del bianco · c3 cavallo del bianco · e3 alfiere del bianco · f3 pedone del bianco · a2 pedone del bianco · b2 pedone del bianco · c2 pedone del bianco · d2 donna del bianco · g2 pedone del bianco · c1 re del bianco · d1 torre del bianco · h1 torre del bianco | c8 torre del nero · d8 donna del nero · f8 torre del nero · g8 re del nero · a7 pedone del nero · b7 pedone del nero · d7 alfiere del nero · e7 pedone del nero · f7 pedone del nero · g7 alfiere del nero · h7 pedone del nero · d6 pedone del nero · f6 cavallo del nero · g6 pedone del nero · e5 cavallo del nero · d4 cavallo del bianco · e4 pedone del bianco · h4 pedone del bianco · b3 alfiere del bianco · c3 cavallo del bianco · e3 alfiere del bianco · f3 pedone del bianco · a2 pedone del bianco · b2 pedone del bianco · c2 pedone del bianco · d2 donna del bianco · g2 pedone del bianco · c1 re del bianco · d1 torre del bianco · h1 torre del bianco | c8 torre del nero · d8 donna del nero · f8 torre del nero · g8 re del nero · a7 pedone del nero · b7 pedone del nero · d7 alfiere del nero · e7 pedone del nero · f7 pedone del nero · g7 alfiere del nero · h7 pedone del nero · d6 pedone del nero · f6 cavallo del nero · g6 pedone del nero · e5 cavallo del nero · d4 cavallo del bianco · e4 pedone del bianco · h4 pedone del bianco · b3 alfiere del bianco · c3 cavallo del bianco · e3 alfiere del bianco · f3 pedone del bianco · a2 pedone del bianco · b2 pedone del bianco · c2 pedone del bianco · d2 donna del bianco · g2 pedone del bianco · c1 re del bianco · d1 torre del bianco · h1 torre del bianco | c8 torre del nero · d8 donna del nero · f8 torre del nero · g8 re del nero · a7 pedone del nero · b7 pedone del nero · d7 alfiere del nero · e7 pedone del nero · f7 pedone del nero · g7 alfiere del nero · h7 pedone del nero · d6 pedone del nero · f6 cavallo del nero · g6 pedone del nero · e5 cavallo del nero · d4 cavallo del bianco · e4 pedone del bianco · h4 pedone del bianco · b3 alfiere del bianco · c3 cavallo del bianco · e3 alfiere del bianco · f3 pedone del bianco · a2 pedone del bianco · b2 pedone del bianco · c2 pedone del bianco · d2 donna del bianco · g2 pedone del bianco · c1 re del bianco · d1 torre del bianco · h1 torre del bianco | 3 |
| 2 | c8 torre del nero · d8 donna del nero · f8 torre del nero · g8 re del nero · a7 pedone del nero · b7 pedone del nero · d7 alfiere del nero · e7 pedone del nero · f7 pedone del nero · g7 alfiere del nero · h7 pedone del nero · d6 pedone del nero · f6 cavallo del nero · g6 pedone del nero · e5 cavallo del nero · d4 cavallo del bianco · e4 pedone del bianco · h4 pedone del bianco · b3 alfiere del bianco · c3 cavallo del bianco · e3 alfiere del bianco · f3 pedone del bianco · a2 pedone del bianco · b2 pedone del bianco · c2 pedone del bianco · d2 donna del bianco · g2 pedone del bianco · c1 re del bianco · d1 torre del bianco · h1 torre del bianco | c8 torre del nero · d8 donna del nero · f8 torre del nero · g8 re del nero · a7 pedone del nero · b7 pedone del nero · d7 alfiere del nero · e7 pedone del nero · f7 pedone del nero · g7 alfiere del nero · h7 pedone del nero · d6 pedone del nero · f6 cavallo del nero · g6 pedone del nero · e5 cavallo del nero · d4 cavallo del bianco · e4 pedone del bianco · h4 pedone del bianco · b3 alfiere del bianco · c3 cavallo del bianco · e3 alfiere del bianco · f3 pedone del bianco · a2 pedone del bianco · b2 pedone del bianco · c2 pedone del bianco · d2 donna del bianco · g2 pedone del bianco · c1 re del bianco · d1 torre del bianco · h1 torre del bianco | c8 torre del nero · d8 donna del nero · f8 torre del nero · g8 re del nero · a7 pedone del nero · b7 pedone del nero · d7 alfiere del nero · e7 pedone del nero · f7 pedone del nero · g7 alfiere del nero · h7 pedone del nero · d6 pedone del nero · f6 cavallo del nero · g6 pedone del nero · e5 cavallo del nero · d4 cavallo del bianco · e4 pedone del bianco · h4 pedone del bianco · b3 alfiere del bianco · c3 cavallo del bianco · e3 alfiere del bianco · f3 pedone del bianco · a2 pedone del bianco · b2 pedone del bianco · c2 pedone del bianco · d2 donna del bianco · g2 pedone del bianco · c1 re del bianco · d1 torre del bianco · h1 torre del bianco | c8 torre del nero · d8 donna del nero · f8 torre del nero · g8 re del nero · a7 pedone del nero · b7 pedone del nero · d7 alfiere del nero · e7 pedone del nero · f7 pedone del nero · g7 alfiere del nero · h7 pedone del nero · d6 pedone del nero · f6 cavallo del nero · g6 pedone del nero · e5 cavallo del nero · d4 cavallo del bianco · e4 pedone del bianco · h4 pedone del bianco · b3 alfiere del bianco · c3 cavallo del bianco · e3 alfiere del bianco · f3 pedone del bianco · a2 pedone del bianco · b2 pedone del bianco · c2 pedone del bianco · d2 donna del bianco · g2 pedone del bianco · c1 re del bianco · d1 torre del bianco · h1 torre del bianco | c8 torre del nero · d8 donna del nero · f8 torre del nero · g8 re del nero · a7 pedone del nero · b7 pedone del nero · d7 alfiere del nero · e7 pedone del nero · f7 pedone del nero · g7 alfiere del nero · h7 pedone del nero · d6 pedone del nero · f6 cavallo del nero · g6 pedone del nero · e5 cavallo del nero · d4 cavallo del bianco · e4 pedone del bianco · h4 pedone del bianco · b3 alfiere del bianco · c3 cavallo del bianco · e3 alfiere del bianco · f3 pedone del bianco · a2 pedone del bianco · b2 pedone del bianco · c2 pedone del bianco · d2 donna del bianco · g2 pedone del bianco · c1 re del bianco · d1 torre del bianco · h1 torre del bianco | c8 torre del nero · d8 donna del nero · f8 torre del nero · g8 re del nero · a7 pedone del nero · b7 pedone del nero · d7 alfiere del nero · e7 pedone del nero · f7 pedone del nero · g7 alfiere del nero · h7 pedone del nero · d6 pedone del nero · f6 cavallo del nero · g6 pedone del nero · e5 cavallo del nero · d4 cavallo del bianco · e4 pedone del bianco · h4 pedone del bianco · b3 alfiere del bianco · c3 cavallo del bianco · e3 alfiere del bianco · f3 pedone del bianco · a2 pedone del bianco · b2 pedone del bianco · c2 pedone del bianco · d2 donna del bianco · g2 pedone del bianco · c1 re del bianco · d1 torre del bianco · h1 torre del bianco | c8 torre del nero · d8 donna del nero · f8 torre del nero · g8 re del nero · a7 pedone del nero · b7 pedone del nero · d7 alfiere del nero · e7 pedone del nero · f7 pedone del nero · g7 alfiere del nero · h7 pedone del nero · d6 pedone del nero · f6 cavallo del nero · g6 pedone del nero · e5 cavallo del nero · d4 cavallo del bianco · e4 pedone del bianco · h4 pedone del bianco · b3 alfiere del bianco · c3 cavallo del bianco · e3 alfiere del bianco · f3 pedone del bianco · a2 pedone del bianco · b2 pedone del bianco · c2 pedone del bianco · d2 donna del bianco · g2 pedone del bianco · c1 re del bianco · d1 torre del bianco · h1 torre del bianco | c8 torre del nero · d8 donna del nero · f8 torre del nero · g8 re del nero · a7 pedone del nero · b7 pedone del nero · d7 alfiere del nero · e7 pedone del nero · f7 pedone del nero · g7 alfiere del nero · h7 pedone del nero · d6 pedone del nero · f6 cavallo del nero · g6 pedone del nero · e5 cavallo del nero · d4 cavallo del bianco · e4 pedone del bianco · h4 pedone del bianco · b3 alfiere del bianco · c3 cavallo del bianco · e3 alfiere del bianco · f3 pedone del bianco · a2 pedone del bianco · b2 pedone del bianco · c2 pedone del bianco · d2 donna del bianco · g2 pedone del bianco · c1 re del bianco · d1 torre del bianco · h1 torre del bianco | 2 |
| 1 | c8 torre del nero · d8 donna del nero · f8 torre del nero · g8 re del nero · a7 pedone del nero · b7 pedone del nero · d7 alfiere del nero · e7 pedone del nero · f7 pedone del nero · g7 alfiere del nero · h7 pedone del nero · d6 pedone del nero · f6 cavallo del nero · g6 pedone del nero · e5 cavallo del nero · d4 cavallo del bianco · e4 pedone del bianco · h4 pedone del bianco · b3 alfiere del bianco · c3 cavallo del bianco · e3 alfiere del bianco · f3 pedone del bianco · a2 pedone del bianco · b2 pedone del bianco · c2 pedone del bianco · d2 donna del bianco · g2 pedone del bianco · c1 re del bianco · d1 torre del bianco · h1 torre del bianco | c8 torre del nero · d8 donna del nero · f8 torre del nero · g8 re del nero · a7 pedone del nero · b7 pedone del nero · d7 alfiere del nero · e7 pedone del nero · f7 pedone del nero · g7 alfiere del nero · h7 pedone del nero · d6 pedone del nero · f6 cavallo del nero · g6 pedone del nero · e5 cavallo del nero · d4 cavallo del bianco · e4 pedone del bianco · h4 pedone del bianco · b3 alfiere del bianco · c3 cavallo del bianco · e3 alfiere del bianco · f3 pedone del bianco · a2 pedone del bianco · b2 pedone del bianco · c2 pedone del bianco · d2 donna del bianco · g2 pedone del bianco · c1 re del bianco · d1 torre del bianco · h1 torre del bianco | c8 torre del nero · d8 donna del nero · f8 torre del nero · g8 re del nero · a7 pedone del nero · b7 pedone del nero · d7 alfiere del nero · e7 pedone del nero · f7 pedone del nero · g7 alfiere del nero · h7 pedone del nero · d6 pedone del nero · f6 cavallo del nero · g6 pedone del nero · e5 cavallo del nero · d4 cavallo del bianco · e4 pedone del bianco · h4 pedone del bianco · b3 alfiere del bianco · c3 cavallo del bianco · e3 alfiere del bianco · f3 pedone del bianco · a2 pedone del bianco · b2 pedone del bianco · c2 pedone del bianco · d2 donna del bianco · g2 pedone del bianco · c1 re del bianco · d1 torre del bianco · h1 torre del bianco | c8 torre del nero · d8 donna del nero · f8 torre del nero · g8 re del nero · a7 pedone del nero · b7 pedone del nero · d7 alfiere del nero · e7 pedone del nero · f7 pedone del nero · g7 alfiere del nero · h7 pedone del nero · d6 pedone del nero · f6 cavallo del nero · g6 pedone del nero · e5 cavallo del nero · d4 cavallo del bianco · e4 pedone del bianco · h4 pedone del bianco · b3 alfiere del bianco · c3 cavallo del bianco · e3 alfiere del bianco · f3 pedone del bianco · a2 pedone del bianco · b2 pedone del bianco · c2 pedone del bianco · d2 donna del bianco · g2 pedone del bianco · c1 re del bianco · d1 torre del bianco · h1 torre del bianco | c8 torre del nero · d8 donna del nero · f8 torre del nero · g8 re del nero · a7 pedone del nero · b7 pedone del nero · d7 alfiere del nero · e7 pedone del nero · f7 pedone del nero · g7 alfiere del nero · h7 pedone del nero · d6 pedone del nero · f6 cavallo del nero · g6 pedone del nero · e5 cavallo del nero · d4 cavallo del bianco · e4 pedone del bianco · h4 pedone del bianco · b3 alfiere del bianco · c3 cavallo del bianco · e3 alfiere del bianco · f3 pedone del bianco · a2 pedone del bianco · b2 pedone del bianco · c2 pedone del bianco · d2 donna del bianco · g2 pedone del bianco · c1 re del bianco · d1 torre del bianco · h1 torre del bianco | c8 torre del nero · d8 donna del nero · f8 torre del nero · g8 re del nero · a7 pedone del nero · b7 pedone del nero · d7 alfiere del nero · e7 pedone del nero · f7 pedone del nero · g7 alfiere del nero · h7 pedone del nero · d6 pedone del nero · f6 cavallo del nero · g6 pedone del nero · e5 cavallo del nero · d4 cavallo del bianco · e4 pedone del bianco · h4 pedone del bianco · b3 alfiere del bianco · c3 cavallo del bianco · e3 alfiere del bianco · f3 pedone del bianco · a2 pedone del bianco · b2 pedone del bianco · c2 pedone del bianco · d2 donna del bianco · g2 pedone del bianco · c1 re del bianco · d1 torre del bianco · h1 torre del bianco | c8 torre del nero · d8 donna del nero · f8 torre del nero · g8 re del nero · a7 pedone del nero · b7 pedone del nero · d7 alfiere del nero · e7 pedone del nero · f7 pedone del nero · g7 alfiere del nero · h7 pedone del nero · d6 pedone del nero · f6 cavallo del nero · g6 pedone del nero · e5 cavallo del nero · d4 cavallo del bianco · e4 pedone del bianco · h4 pedone del bianco · b3 alfiere del bianco · c3 cavallo del bianco · e3 alfiere del bianco · f3 pedone del bianco · a2 pedone del bianco · b2 pedone del bianco · c2 pedone del bianco · d2 donna del bianco · g2 pedone del bianco · c1 re del bianco · d1 torre del bianco · h1 torre del bianco | c8 torre del nero · d8 donna del nero · f8 torre del nero · g8 re del nero · a7 pedone del nero · b7 pedone del nero · d7 alfiere del nero · e7 pedone del nero · f7 pedone del nero · g7 alfiere del nero · h7 pedone del nero · d6 pedone del nero · f6 cavallo del nero · g6 pedone del nero · e5 cavallo del nero · d4 cavallo del bianco · e4 pedone del bianco · h4 pedone del bianco · b3 alfiere del bianco · c3 cavallo del bianco · e3 alfiere del bianco · f3 pedone del bianco · a2 pedone del bianco · b2 pedone del bianco · c2 pedone del bianco · d2 donna del bianco · g2 pedone del bianco · c1 re del bianco · d1 torre del bianco · h1 torre del bianco | 1 |
|   | a | b | c | d | e | f | g | h |   |

Il gioco continua abitualmente con:
6. Ae3 Ag7
Non è possibile 6. ...Cg4 per 7. Ab5+ e guadagna un pezzo;
7. f3
consolida il punto e4 ed evita 7. ... Cg4, ora possibile perché il re nero ha una casa di fuga in f8. Dopo
7. ... 0-0
8. Dd2 Cc6
9. Ac4
l'alfiere Bianco viene così sviluppato in una casa dove può attaccare il punto f7 controllando al contempo la casa d5. Notare che il controllo della casa f7 fa sì che ad una eventuale cattura hxg6 del bianco il nero sarebbe costretto a rispondere con hxg6 e il pedone inchiodato in f7 lascerebbe la casa g6 molto debole.
Come si vede il bianco ha continuato metodicamente a consolidare il suo centro cercando di stabilire un controllo ferreo della casa d5.
Il gioco può continuare con:
9. ...Ad7
10. 0-0-0 Tc8
11. Ab3 Ce5
12. h4
|   | a | b | c | d | e | f | g | h |   |
| 8 | c8 torre del nero · d8 donna del nero · f8 torre del nero · g8 re del nero · a7 pedone del nero · b7 pedone del nero · d7 alfiere del nero · e7 pedone del nero · f7 pedone del nero · g7 alfiere del nero · d6 pedone del nero · f6 cavallo del nero · g6 pedone del nero · e5 cavallo del nero · h5 pedone del nero · d4 cavallo del bianco · e4 pedone del bianco · h4 pedone del bianco · b3 alfiere del bianco · c3 cavallo del bianco · e3 alfiere del bianco · f3 pedone del bianco · a2 pedone del bianco · b2 pedone del bianco · c2 pedone del bianco · d2 donna del bianco · g2 pedone del bianco · c1 re del bianco · d1 torre del bianco · h1 torre del bianco | c8 torre del nero · d8 donna del nero · f8 torre del nero · g8 re del nero · a7 pedone del nero · b7 pedone del nero · d7 alfiere del nero · e7 pedone del nero · f7 pedone del nero · g7 alfiere del nero · d6 pedone del nero · f6 cavallo del nero · g6 pedone del nero · e5 cavallo del nero · h5 pedone del nero · d4 cavallo del bianco · e4 pedone del bianco · h4 pedone del bianco · b3 alfiere del bianco · c3 cavallo del bianco · e3 alfiere del bianco · f3 pedone del bianco · a2 pedone del bianco · b2 pedone del bianco · c2 pedone del bianco · d2 donna del bianco · g2 pedone del bianco · c1 re del bianco · d1 torre del bianco · h1 torre del bianco | c8 torre del nero · d8 donna del nero · f8 torre del nero · g8 re del nero · a7 pedone del nero · b7 pedone del nero · d7 alfiere del nero · e7 pedone del nero · f7 pedone del nero · g7 alfiere del nero · d6 pedone del nero · f6 cavallo del nero · g6 pedone del nero · e5 cavallo del nero · h5 pedone del nero · d4 cavallo del bianco · e4 pedone del bianco · h4 pedone del bianco · b3 alfiere del bianco · c3 cavallo del bianco · e3 alfiere del bianco · f3 pedone del bianco · a2 pedone del bianco · b2 pedone del bianco · c2 pedone del bianco · d2 donna del bianco · g2 pedone del bianco · c1 re del bianco · d1 torre del bianco · h1 torre del bianco | c8 torre del nero · d8 donna del nero · f8 torre del nero · g8 re del nero · a7 pedone del nero · b7 pedone del nero · d7 alfiere del nero · e7 pedone del nero · f7 pedone del nero · g7 alfiere del nero · d6 pedone del nero · f6 cavallo del nero · g6 pedone del nero · e5 cavallo del nero · h5 pedone del nero · d4 cavallo del bianco · e4 pedone del bianco · h4 pedone del bianco · b3 alfiere del bianco · c3 cavallo del bianco · e3 alfiere del bianco · f3 pedone del bianco · a2 pedone del bianco · b2 pedone del bianco · c2 pedone del bianco · d2 donna del bianco · g2 pedone del bianco · c1 re del bianco · d1 torre del bianco · h1 torre del bianco | c8 torre del nero · d8 donna del nero · f8 torre del nero · g8 re del nero · a7 pedone del nero · b7 pedone del nero · d7 alfiere del nero · e7 pedone del nero · f7 pedone del nero · g7 alfiere del nero · d6 pedone del nero · f6 cavallo del nero · g6 pedone del nero · e5 cavallo del nero · h5 pedone del nero · d4 cavallo del bianco · e4 pedone del bianco · h4 pedone del bianco · b3 alfiere del bianco · c3 cavallo del bianco · e3 alfiere del bianco · f3 pedone del bianco · a2 pedone del bianco · b2 pedone del bianco · c2 pedone del bianco · d2 donna del bianco · g2 pedone del bianco · c1 re del bianco · d1 torre del bianco · h1 torre del bianco | c8 torre del nero · d8 donna del nero · f8 torre del nero · g8 re del nero · a7 pedone del nero · b7 pedone del nero · d7 alfiere del nero · e7 pedone del nero · f7 pedone del nero · g7 alfiere del nero · d6 pedone del nero · f6 cavallo del nero · g6 pedone del nero · e5 cavallo del nero · h5 pedone del nero · d4 cavallo del bianco · e4 pedone del bianco · h4 pedone del bianco · b3 alfiere del bianco · c3 cavallo del bianco · e3 alfiere del bianco · f3 pedone del bianco · a2 pedone del bianco · b2 pedone del bianco · c2 pedone del bianco · d2 donna del bianco · g2 pedone del bianco · c1 re del bianco · d1 torre del bianco · h1 torre del bianco | c8 torre del nero · d8 donna del nero · f8 torre del nero · g8 re del nero · a7 pedone del nero · b7 pedone del nero · d7 alfiere del nero · e7 pedone del nero · f7 pedone del nero · g7 alfiere del nero · d6 pedone del nero · f6 cavallo del nero · g6 pedone del nero · e5 cavallo del nero · h5 pedone del nero · d4 cavallo del bianco · e4 pedone del bianco · h4 pedone del bianco · b3 alfiere del bianco · c3 cavallo del bianco · e3 alfiere del bianco · f3 pedone del bianco · a2 pedone del bianco · b2 pedone del bianco · c2 pedone del bianco · d2 donna del bianco · g2 pedone del bianco · c1 re del bianco · d1 torre del bianco · h1 torre del bianco | c8 torre del nero · d8 donna del nero · f8 torre del nero · g8 re del nero · a7 pedone del nero · b7 pedone del nero · d7 alfiere del nero · e7 pedone del nero · f7 pedone del nero · g7 alfiere del nero · d6 pedone del nero · f6 cavallo del nero · g6 pedone del nero · e5 cavallo del nero · h5 pedone del nero · d4 cavallo del bianco · e4 pedone del bianco · h4 pedone del bianco · b3 alfiere del bianco · c3 cavallo del bianco · e3 alfiere del bianco · f3 pedone del bianco · a2 pedone del bianco · b2 pedone del bianco · c2 pedone del bianco · d2 donna del bianco · g2 pedone del bianco · c1 re del bianco · d1 torre del bianco · h1 torre del bianco | 8 |
| 7 | c8 torre del nero · d8 donna del nero · f8 torre del nero · g8 re del nero · a7 pedone del nero · b7 pedone del nero · d7 alfiere del nero · e7 pedone del nero · f7 pedone del nero · g7 alfiere del nero · d6 pedone del nero · f6 cavallo del nero · g6 pedone del nero · e5 cavallo del nero · h5 pedone del nero · d4 cavallo del bianco · e4 pedone del bianco · h4 pedone del bianco · b3 alfiere del bianco · c3 cavallo del bianco · e3 alfiere del bianco · f3 pedone del bianco · a2 pedone del bianco · b2 pedone del bianco · c2 pedone del bianco · d2 donna del bianco · g2 pedone del bianco · c1 re del bianco · d1 torre del bianco · h1 torre del bianco | c8 torre del nero · d8 donna del nero · f8 torre del nero · g8 re del nero · a7 pedone del nero · b7 pedone del nero · d7 alfiere del nero · e7 pedone del nero · f7 pedone del nero · g7 alfiere del nero · d6 pedone del nero · f6 cavallo del nero · g6 pedone del nero · e5 cavallo del nero · h5 pedone del nero · d4 cavallo del bianco · e4 pedone del bianco · h4 pedone del bianco · b3 alfiere del bianco · c3 cavallo del bianco · e3 alfiere del bianco · f3 pedone del bianco · a2 pedone del bianco · b2 pedone del bianco · c2 pedone del bianco · d2 donna del bianco · g2 pedone del bianco · c1 re del bianco · d1 torre del bianco · h1 torre del bianco | c8 torre del nero · d8 donna del nero · f8 torre del nero · g8 re del nero · a7 pedone del nero · b7 pedone del nero · d7 alfiere del nero · e7 pedone del nero · f7 pedone del nero · g7 alfiere del nero · d6 pedone del nero · f6 cavallo del nero · g6 pedone del nero · e5 cavallo del nero · h5 pedone del nero · d4 cavallo del bianco · e4 pedone del bianco · h4 pedone del bianco · b3 alfiere del bianco · c3 cavallo del bianco · e3 alfiere del bianco · f3 pedone del bianco · a2 pedone del bianco · b2 pedone del bianco · c2 pedone del bianco · d2 donna del bianco · g2 pedone del bianco · c1 re del bianco · d1 torre del bianco · h1 torre del bianco | c8 torre del nero · d8 donna del nero · f8 torre del nero · g8 re del nero · a7 pedone del nero · b7 pedone del nero · d7 alfiere del nero · e7 pedone del nero · f7 pedone del nero · g7 alfiere del nero · d6 pedone del nero · f6 cavallo del nero · g6 pedone del nero · e5 cavallo del nero · h5 pedone del nero · d4 cavallo del bianco · e4 pedone del bianco · h4 pedone del bianco · b3 alfiere del bianco · c3 cavallo del bianco · e3 alfiere del bianco · f3 pedone del bianco · a2 pedone del bianco · b2 pedone del bianco · c2 pedone del bianco · d2 donna del bianco · g2 pedone del bianco · c1 re del bianco · d1 torre del bianco · h1 torre del bianco | c8 torre del nero · d8 donna del nero · f8 torre del nero · g8 re del nero · a7 pedone del nero · b7 pedone del nero · d7 alfiere del nero · e7 pedone del nero · f7 pedone del nero · g7 alfiere del nero · d6 pedone del nero · f6 cavallo del nero · g6 pedone del nero · e5 cavallo del nero · h5 pedone del nero · d4 cavallo del bianco · e4 pedone del bianco · h4 pedone del bianco · b3 alfiere del bianco · c3 cavallo del bianco · e3 alfiere del bianco · f3 pedone del bianco · a2 pedone del bianco · b2 pedone del bianco · c2 pedone del bianco · d2 donna del bianco · g2 pedone del bianco · c1 re del bianco · d1 torre del bianco · h1 torre del bianco | c8 torre del nero · d8 donna del nero · f8 torre del nero · g8 re del nero · a7 pedone del nero · b7 pedone del nero · d7 alfiere del nero · e7 pedone del nero · f7 pedone del nero · g7 alfiere del nero · d6 pedone del nero · f6 cavallo del nero · g6 pedone del nero · e5 cavallo del nero · h5 pedone del nero · d4 cavallo del bianco · e4 pedone del bianco · h4 pedone del bianco · b3 alfiere del bianco · c3 cavallo del bianco · e3 alfiere del bianco · f3 pedone del bianco · a2 pedone del bianco · b2 pedone del bianco · c2 pedone del bianco · d2 donna del bianco · g2 pedone del bianco · c1 re del bianco · d1 torre del bianco · h1 torre del bianco | c8 torre del nero · d8 donna del nero · f8 torre del nero · g8 re del nero · a7 pedone del nero · b7 pedone del nero · d7 alfiere del nero · e7 pedone del nero · f7 pedone del nero · g7 alfiere del nero · d6 pedone del nero · f6 cavallo del nero · g6 pedone del nero · e5 cavallo del nero · h5 pedone del nero · d4 cavallo del bianco · e4 pedone del bianco · h4 pedone del bianco · b3 alfiere del bianco · c3 cavallo del bianco · e3 alfiere del bianco · f3 pedone del bianco · a2 pedone del bianco · b2 pedone del bianco · c2 pedone del bianco · d2 donna del bianco · g2 pedone del bianco · c1 re del bianco · d1 torre del bianco · h1 torre del bianco | c8 torre del nero · d8 donna del nero · f8 torre del nero · g8 re del nero · a7 pedone del nero · b7 pedone del nero · d7 alfiere del nero · e7 pedone del nero · f7 pedone del nero · g7 alfiere del nero · d6 pedone del nero · f6 cavallo del nero · g6 pedone del nero · e5 cavallo del nero · h5 pedone del nero · d4 cavallo del bianco · e4 pedone del bianco · h4 pedone del bianco · b3 alfiere del bianco · c3 cavallo del bianco · e3 alfiere del bianco · f3 pedone del bianco · a2 pedone del bianco · b2 pedone del bianco · c2 pedone del bianco · d2 donna del bianco · g2 pedone del bianco · c1 re del bianco · d1 torre del bianco · h1 torre del bianco | 7 |
| 6 | c8 torre del nero · d8 donna del nero · f8 torre del nero · g8 re del nero · a7 pedone del nero · b7 pedone del nero · d7 alfiere del nero · e7 pedone del nero · f7 pedone del nero · g7 alfiere del nero · d6 pedone del nero · f6 cavallo del nero · g6 pedone del nero · e5 cavallo del nero · h5 pedone del nero · d4 cavallo del bianco · e4 pedone del bianco · h4 pedone del bianco · b3 alfiere del bianco · c3 cavallo del bianco · e3 alfiere del bianco · f3 pedone del bianco · a2 pedone del bianco · b2 pedone del bianco · c2 pedone del bianco · d2 donna del bianco · g2 pedone del bianco · c1 re del bianco · d1 torre del bianco · h1 torre del bianco | c8 torre del nero · d8 donna del nero · f8 torre del nero · g8 re del nero · a7 pedone del nero · b7 pedone del nero · d7 alfiere del nero · e7 pedone del nero · f7 pedone del nero · g7 alfiere del nero · d6 pedone del nero · f6 cavallo del nero · g6 pedone del nero · e5 cavallo del nero · h5 pedone del nero · d4 cavallo del bianco · e4 pedone del bianco · h4 pedone del bianco · b3 alfiere del bianco · c3 cavallo del bianco · e3 alfiere del bianco · f3 pedone del bianco · a2 pedone del bianco · b2 pedone del bianco · c2 pedone del bianco · d2 donna del bianco · g2 pedone del bianco · c1 re del bianco · d1 torre del bianco · h1 torre del bianco | c8 torre del nero · d8 donna del nero · f8 torre del nero · g8 re del nero · a7 pedone del nero · b7 pedone del nero · d7 alfiere del nero · e7 pedone del nero · f7 pedone del nero · g7 alfiere del nero · d6 pedone del nero · f6 cavallo del nero · g6 pedone del nero · e5 cavallo del nero · h5 pedone del nero · d4 cavallo del bianco · e4 pedone del bianco · h4 pedone del bianco · b3 alfiere del bianco · c3 cavallo del bianco · e3 alfiere del bianco · f3 pedone del bianco · a2 pedone del bianco · b2 pedone del bianco · c2 pedone del bianco · d2 donna del bianco · g2 pedone del bianco · c1 re del bianco · d1 torre del bianco · h1 torre del bianco | c8 torre del nero · d8 donna del nero · f8 torre del nero · g8 re del nero · a7 pedone del nero · b7 pedone del nero · d7 alfiere del nero · e7 pedone del nero · f7 pedone del nero · g7 alfiere del nero · d6 pedone del nero · f6 cavallo del nero · g6 pedone del nero · e5 cavallo del nero · h5 pedone del nero · d4 cavallo del bianco · e4 pedone del bianco · h4 pedone del bianco · b3 alfiere del bianco · c3 cavallo del bianco · e3 alfiere del bianco · f3 pedone del bianco · a2 pedone del bianco · b2 pedone del bianco · c2 pedone del bianco · d2 donna del bianco · g2 pedone del bianco · c1 re del bianco · d1 torre del bianco · h1 torre del bianco | c8 torre del nero · d8 donna del nero · f8 torre del nero · g8 re del nero · a7 pedone del nero · b7 pedone del nero · d7 alfiere del nero · e7 pedone del nero · f7 pedone del nero · g7 alfiere del nero · d6 pedone del nero · f6 cavallo del nero · g6 pedone del nero · e5 cavallo del nero · h5 pedone del nero · d4 cavallo del bianco · e4 pedone del bianco · h4 pedone del bianco · b3 alfiere del bianco · c3 cavallo del bianco · e3 alfiere del bianco · f3 pedone del bianco · a2 pedone del bianco · b2 pedone del bianco · c2 pedone del bianco · d2 donna del bianco · g2 pedone del bianco · c1 re del bianco · d1 torre del bianco · h1 torre del bianco | c8 torre del nero · d8 donna del nero · f8 torre del nero · g8 re del nero · a7 pedone del nero · b7 pedone del nero · d7 alfiere del nero · e7 pedone del nero · f7 pedone del nero · g7 alfiere del nero · d6 pedone del nero · f6 cavallo del nero · g6 pedone del nero · e5 cavallo del nero · h5 pedone del nero · d4 cavallo del bianco · e4 pedone del bianco · h4 pedone del bianco · b3 alfiere del bianco · c3 cavallo del bianco · e3 alfiere del bianco · f3 pedone del bianco · a2 pedone del bianco · b2 pedone del bianco · c2 pedone del bianco · d2 donna del bianco · g2 pedone del bianco · c1 re del bianco · d1 torre del bianco · h1 torre del bianco | c8 torre del nero · d8 donna del nero · f8 torre del nero · g8 re del nero · a7 pedone del nero · b7 pedone del nero · d7 alfiere del nero · e7 pedone del nero · f7 pedone del nero · g7 alfiere del nero · d6 pedone del nero · f6 cavallo del nero · g6 pedone del nero · e5 cavallo del nero · h5 pedone del nero · d4 cavallo del bianco · e4 pedone del bianco · h4 pedone del bianco · b3 alfiere del bianco · c3 cavallo del bianco · e3 alfiere del bianco · f3 pedone del bianco · a2 pedone del bianco · b2 pedone del bianco · c2 pedone del bianco · d2 donna del bianco · g2 pedone del bianco · c1 re del bianco · d1 torre del bianco · h1 torre del bianco | c8 torre del nero · d8 donna del nero · f8 torre del nero · g8 re del nero · a7 pedone del nero · b7 pedone del nero · d7 alfiere del nero · e7 pedone del nero · f7 pedone del nero · g7 alfiere del nero · d6 pedone del nero · f6 cavallo del nero · g6 pedone del nero · e5 cavallo del nero · h5 pedone del nero · d4 cavallo del bianco · e4 pedone del bianco · h4 pedone del bianco · b3 alfiere del bianco · c3 cavallo del bianco · e3 alfiere del bianco · f3 pedone del bianco · a2 pedone del bianco · b2 pedone del bianco · c2 pedone del bianco · d2 donna del bianco · g2 pedone del bianco · c1 re del bianco · d1 torre del bianco · h1 torre del bianco | 6 |
| 5 | c8 torre del nero · d8 donna del nero · f8 torre del nero · g8 re del nero · a7 pedone del nero · b7 pedone del nero · d7 alfiere del nero · e7 pedone del nero · f7 pedone del nero · g7 alfiere del nero · d6 pedone del nero · f6 cavallo del nero · g6 pedone del nero · e5 cavallo del nero · h5 pedone del nero · d4 cavallo del bianco · e4 pedone del bianco · h4 pedone del bianco · b3 alfiere del bianco · c3 cavallo del bianco · e3 alfiere del bianco · f3 pedone del bianco · a2 pedone del bianco · b2 pedone del bianco · c2 pedone del bianco · d2 donna del bianco · g2 pedone del bianco · c1 re del bianco · d1 torre del bianco · h1 torre del bianco | c8 torre del nero · d8 donna del nero · f8 torre del nero · g8 re del nero · a7 pedone del nero · b7 pedone del nero · d7 alfiere del nero · e7 pedone del nero · f7 pedone del nero · g7 alfiere del nero · d6 pedone del nero · f6 cavallo del nero · g6 pedone del nero · e5 cavallo del nero · h5 pedone del nero · d4 cavallo del bianco · e4 pedone del bianco · h4 pedone del bianco · b3 alfiere del bianco · c3 cavallo del bianco · e3 alfiere del bianco · f3 pedone del bianco · a2 pedone del bianco · b2 pedone del bianco · c2 pedone del bianco · d2 donna del bianco · g2 pedone del bianco · c1 re del bianco · d1 torre del bianco · h1 torre del bianco | c8 torre del nero · d8 donna del nero · f8 torre del nero · g8 re del nero · a7 pedone del nero · b7 pedone del nero · d7 alfiere del nero · e7 pedone del nero · f7 pedone del nero · g7 alfiere del nero · d6 pedone del nero · f6 cavallo del nero · g6 pedone del nero · e5 cavallo del nero · h5 pedone del nero · d4 cavallo del bianco · e4 pedone del bianco · h4 pedone del bianco · b3 alfiere del bianco · c3 cavallo del bianco · e3 alfiere del bianco · f3 pedone del bianco · a2 pedone del bianco · b2 pedone del bianco · c2 pedone del bianco · d2 donna del bianco · g2 pedone del bianco · c1 re del bianco · d1 torre del bianco · h1 torre del bianco | c8 torre del nero · d8 donna del nero · f8 torre del nero · g8 re del nero · a7 pedone del nero · b7 pedone del nero · d7 alfiere del nero · e7 pedone del nero · f7 pedone del nero · g7 alfiere del nero · d6 pedone del nero · f6 cavallo del nero · g6 pedone del nero · e5 cavallo del nero · h5 pedone del nero · d4 cavallo del bianco · e4 pedone del bianco · h4 pedone del bianco · b3 alfiere del bianco · c3 cavallo del bianco · e3 alfiere del bianco · f3 pedone del bianco · a2 pedone del bianco · b2 pedone del bianco · c2 pedone del bianco · d2 donna del bianco · g2 pedone del bianco · c1 re del bianco · d1 torre del bianco · h1 torre del bianco | c8 torre del nero · d8 donna del nero · f8 torre del nero · g8 re del nero · a7 pedone del nero · b7 pedone del nero · d7 alfiere del nero · e7 pedone del nero · f7 pedone del nero · g7 alfiere del nero · d6 pedone del nero · f6 cavallo del nero · g6 pedone del nero · e5 cavallo del nero · h5 pedone del nero · d4 cavallo del bianco · e4 pedone del bianco · h4 pedone del bianco · b3 alfiere del bianco · c3 cavallo del bianco · e3 alfiere del bianco · f3 pedone del bianco · a2 pedone del bianco · b2 pedone del bianco · c2 pedone del bianco · d2 donna del bianco · g2 pedone del bianco · c1 re del bianco · d1 torre del bianco · h1 torre del bianco | c8 torre del nero · d8 donna del nero · f8 torre del nero · g8 re del nero · a7 pedone del nero · b7 pedone del nero · d7 alfiere del nero · e7 pedone del nero · f7 pedone del nero · g7 alfiere del nero · d6 pedone del nero · f6 cavallo del nero · g6 pedone del nero · e5 cavallo del nero · h5 pedone del nero · d4 cavallo del bianco · e4 pedone del bianco · h4 pedone del bianco · b3 alfiere del bianco · c3 cavallo del bianco · e3 alfiere del bianco · f3 pedone del bianco · a2 pedone del bianco · b2 pedone del bianco · c2 pedone del bianco · d2 donna del bianco · g2 pedone del bianco · c1 re del bianco · d1 torre del bianco · h1 torre del bianco | c8 torre del nero · d8 donna del nero · f8 torre del nero · g8 re del nero · a7 pedone del nero · b7 pedone del nero · d7 alfiere del nero · e7 pedone del nero · f7 pedone del nero · g7 alfiere del nero · d6 pedone del nero · f6 cavallo del nero · g6 pedone del nero · e5 cavallo del nero · h5 pedone del nero · d4 cavallo del bianco · e4 pedone del bianco · h4 pedone del bianco · b3 alfiere del bianco · c3 cavallo del bianco · e3 alfiere del bianco · f3 pedone del bianco · a2 pedone del bianco · b2 pedone del bianco · c2 pedone del bianco · d2 donna del bianco · g2 pedone del bianco · c1 re del bianco · d1 torre del bianco · h1 torre del bianco | c8 torre del nero · d8 donna del nero · f8 torre del nero · g8 re del nero · a7 pedone del nero · b7 pedone del nero · d7 alfiere del nero · e7 pedone del nero · f7 pedone del nero · g7 alfiere del nero · d6 pedone del nero · f6 cavallo del nero · g6 pedone del nero · e5 cavallo del nero · h5 pedone del nero · d4 cavallo del bianco · e4 pedone del bianco · h4 pedone del bianco · b3 alfiere del bianco · c3 cavallo del bianco · e3 alfiere del bianco · f3 pedone del bianco · a2 pedone del bianco · b2 pedone del bianco · c2 pedone del bianco · d2 donna del bianco · g2 pedone del bianco · c1 re del bianco · d1 torre del bianco · h1 torre del bianco | 5 |
| 4 | c8 torre del nero · d8 donna del nero · f8 torre del nero · g8 re del nero · a7 pedone del nero · b7 pedone del nero · d7 alfiere del nero · e7 pedone del nero · f7 pedone del nero · g7 alfiere del nero · d6 pedone del nero · f6 cavallo del nero · g6 pedone del nero · e5 cavallo del nero · h5 pedone del nero · d4 cavallo del bianco · e4 pedone del bianco · h4 pedone del bianco · b3 alfiere del bianco · c3 cavallo del bianco · e3 alfiere del bianco · f3 pedone del bianco · a2 pedone del bianco · b2 pedone del bianco · c2 pedone del bianco · d2 donna del bianco · g2 pedone del bianco · c1 re del bianco · d1 torre del bianco · h1 torre del bianco | c8 torre del nero · d8 donna del nero · f8 torre del nero · g8 re del nero · a7 pedone del nero · b7 pedone del nero · d7 alfiere del nero · e7 pedone del nero · f7 pedone del nero · g7 alfiere del nero · d6 pedone del nero · f6 cavallo del nero · g6 pedone del nero · e5 cavallo del nero · h5 pedone del nero · d4 cavallo del bianco · e4 pedone del bianco · h4 pedone del bianco · b3 alfiere del bianco · c3 cavallo del bianco · e3 alfiere del bianco · f3 pedone del bianco · a2 pedone del bianco · b2 pedone del bianco · c2 pedone del bianco · d2 donna del bianco · g2 pedone del bianco · c1 re del bianco · d1 torre del bianco · h1 torre del bianco | c8 torre del nero · d8 donna del nero · f8 torre del nero · g8 re del nero · a7 pedone del nero · b7 pedone del nero · d7 alfiere del nero · e7 pedone del nero · f7 pedone del nero · g7 alfiere del nero · d6 pedone del nero · f6 cavallo del nero · g6 pedone del nero · e5 cavallo del nero · h5 pedone del nero · d4 cavallo del bianco · e4 pedone del bianco · h4 pedone del bianco · b3 alfiere del bianco · c3 cavallo del bianco · e3 alfiere del bianco · f3 pedone del bianco · a2 pedone del bianco · b2 pedone del bianco · c2 pedone del bianco · d2 donna del bianco · g2 pedone del bianco · c1 re del bianco · d1 torre del bianco · h1 torre del bianco | c8 torre del nero · d8 donna del nero · f8 torre del nero · g8 re del nero · a7 pedone del nero · b7 pedone del nero · d7 alfiere del nero · e7 pedone del nero · f7 pedone del nero · g7 alfiere del nero · d6 pedone del nero · f6 cavallo del nero · g6 pedone del nero · e5 cavallo del nero · h5 pedone del nero · d4 cavallo del bianco · e4 pedone del bianco · h4 pedone del bianco · b3 alfiere del bianco · c3 cavallo del bianco · e3 alfiere del bianco · f3 pedone del bianco · a2 pedone del bianco · b2 pedone del bianco · c2 pedone del bianco · d2 donna del bianco · g2 pedone del bianco · c1 re del bianco · d1 torre del bianco · h1 torre del bianco | c8 torre del nero · d8 donna del nero · f8 torre del nero · g8 re del nero · a7 pedone del nero · b7 pedone del nero · d7 alfiere del nero · e7 pedone del nero · f7 pedone del nero · g7 alfiere del nero · d6 pedone del nero · f6 cavallo del nero · g6 pedone del nero · e5 cavallo del nero · h5 pedone del nero · d4 cavallo del bianco · e4 pedone del bianco · h4 pedone del bianco · b3 alfiere del bianco · c3 cavallo del bianco · e3 alfiere del bianco · f3 pedone del bianco · a2 pedone del bianco · b2 pedone del bianco · c2 pedone del bianco · d2 donna del bianco · g2 pedone del bianco · c1 re del bianco · d1 torre del bianco · h1 torre del bianco | c8 torre del nero · d8 donna del nero · f8 torre del nero · g8 re del nero · a7 pedone del nero · b7 pedone del nero · d7 alfiere del nero · e7 pedone del nero · f7 pedone del nero · g7 alfiere del nero · d6 pedone del nero · f6 cavallo del nero · g6 pedone del nero · e5 cavallo del nero · h5 pedone del nero · d4 cavallo del bianco · e4 pedone del bianco · h4 pedone del bianco · b3 alfiere del bianco · c3 cavallo del bianco · e3 alfiere del bianco · f3 pedone del bianco · a2 pedone del bianco · b2 pedone del bianco · c2 pedone del bianco · d2 donna del bianco · g2 pedone del bianco · c1 re del bianco · d1 torre del bianco · h1 torre del bianco | c8 torre del nero · d8 donna del nero · f8 torre del nero · g8 re del nero · a7 pedone del nero · b7 pedone del nero · d7 alfiere del nero · e7 pedone del nero · f7 pedone del nero · g7 alfiere del nero · d6 pedone del nero · f6 cavallo del nero · g6 pedone del nero · e5 cavallo del nero · h5 pedone del nero · d4 cavallo del bianco · e4 pedone del bianco · h4 pedone del bianco · b3 alfiere del bianco · c3 cavallo del bianco · e3 alfiere del bianco · f3 pedone del bianco · a2 pedone del bianco · b2 pedone del bianco · c2 pedone del bianco · d2 donna del bianco · g2 pedone del bianco · c1 re del bianco · d1 torre del bianco · h1 torre del bianco | c8 torre del nero · d8 donna del nero · f8 torre del nero · g8 re del nero · a7 pedone del nero · b7 pedone del nero · d7 alfiere del nero · e7 pedone del nero · f7 pedone del nero · g7 alfiere del nero · d6 pedone del nero · f6 cavallo del nero · g6 pedone del nero · e5 cavallo del nero · h5 pedone del nero · d4 cavallo del bianco · e4 pedone del bianco · h4 pedone del bianco · b3 alfiere del bianco · c3 cavallo del bianco · e3 alfiere del bianco · f3 pedone del bianco · a2 pedone del bianco · b2 pedone del bianco · c2 pedone del bianco · d2 donna del bianco · g2 pedone del bianco · c1 re del bianco · d1 torre del bianco · h1 torre del bianco | 4 |
| 3 | c8 torre del nero · d8 donna del nero · f8 torre del nero · g8 re del nero · a7 pedone del nero · b7 pedone del nero · d7 alfiere del nero · e7 pedone del nero · f7 pedone del nero · g7 alfiere del nero · d6 pedone del nero · f6 cavallo del nero · g6 pedone del nero · e5 cavallo del nero · h5 pedone del nero · d4 cavallo del bianco · e4 pedone del bianco · h4 pedone del bianco · b3 alfiere del bianco · c3 cavallo del bianco · e3 alfiere del bianco · f3 pedone del bianco · a2 pedone del bianco · b2 pedone del bianco · c2 pedone del bianco · d2 donna del bianco · g2 pedone del bianco · c1 re del bianco · d1 torre del bianco · h1 torre del bianco | c8 torre del nero · d8 donna del nero · f8 torre del nero · g8 re del nero · a7 pedone del nero · b7 pedone del nero · d7 alfiere del nero · e7 pedone del nero · f7 pedone del nero · g7 alfiere del nero · d6 pedone del nero · f6 cavallo del nero · g6 pedone del nero · e5 cavallo del nero · h5 pedone del nero · d4 cavallo del bianco · e4 pedone del bianco · h4 pedone del bianco · b3 alfiere del bianco · c3 cavallo del bianco · e3 alfiere del bianco · f3 pedone del bianco · a2 pedone del bianco · b2 pedone del bianco · c2 pedone del bianco · d2 donna del bianco · g2 pedone del bianco · c1 re del bianco · d1 torre del bianco · h1 torre del bianco | c8 torre del nero · d8 donna del nero · f8 torre del nero · g8 re del nero · a7 pedone del nero · b7 pedone del nero · d7 alfiere del nero · e7 pedone del nero · f7 pedone del nero · g7 alfiere del nero · d6 pedone del nero · f6 cavallo del nero · g6 pedone del nero · e5 cavallo del nero · h5 pedone del nero · d4 cavallo del bianco · e4 pedone del bianco · h4 pedone del bianco · b3 alfiere del bianco · c3 cavallo del bianco · e3 alfiere del bianco · f3 pedone del bianco · a2 pedone del bianco · b2 pedone del bianco · c2 pedone del bianco · d2 donna del bianco · g2 pedone del bianco · c1 re del bianco · d1 torre del bianco · h1 torre del bianco | c8 torre del nero · d8 donna del nero · f8 torre del nero · g8 re del nero · a7 pedone del nero · b7 pedone del nero · d7 alfiere del nero · e7 pedone del nero · f7 pedone del nero · g7 alfiere del nero · d6 pedone del nero · f6 cavallo del nero · g6 pedone del nero · e5 cavallo del nero · h5 pedone del nero · d4 cavallo del bianco · e4 pedone del bianco · h4 pedone del bianco · b3 alfiere del bianco · c3 cavallo del bianco · e3 alfiere del bianco · f3 pedone del bianco · a2 pedone del bianco · b2 pedone del bianco · c2 pedone del bianco · d2 donna del bianco · g2 pedone del bianco · c1 re del bianco · d1 torre del bianco · h1 torre del bianco | c8 torre del nero · d8 donna del nero · f8 torre del nero · g8 re del nero · a7 pedone del nero · b7 pedone del nero · d7 alfiere del nero · e7 pedone del nero · f7 pedone del nero · g7 alfiere del nero · d6 pedone del nero · f6 cavallo del nero · g6 pedone del nero · e5 cavallo del nero · h5 pedone del nero · d4 cavallo del bianco · e4 pedone del bianco · h4 pedone del bianco · b3 alfiere del bianco · c3 cavallo del bianco · e3 alfiere del bianco · f3 pedone del bianco · a2 pedone del bianco · b2 pedone del bianco · c2 pedone del bianco · d2 donna del bianco · g2 pedone del bianco · c1 re del bianco · d1 torre del bianco · h1 torre del bianco | c8 torre del nero · d8 donna del nero · f8 torre del nero · g8 re del nero · a7 pedone del nero · b7 pedone del nero · d7 alfiere del nero · e7 pedone del nero · f7 pedone del nero · g7 alfiere del nero · d6 pedone del nero · f6 cavallo del nero · g6 pedone del nero · e5 cavallo del nero · h5 pedone del nero · d4 cavallo del bianco · e4 pedone del bianco · h4 pedone del bianco · b3 alfiere del bianco · c3 cavallo del bianco · e3 alfiere del bianco · f3 pedone del bianco · a2 pedone del bianco · b2 pedone del bianco · c2 pedone del bianco · d2 donna del bianco · g2 pedone del bianco · c1 re del bianco · d1 torre del bianco · h1 torre del bianco | c8 torre del nero · d8 donna del nero · f8 torre del nero · g8 re del nero · a7 pedone del nero · b7 pedone del nero · d7 alfiere del nero · e7 pedone del nero · f7 pedone del nero · g7 alfiere del nero · d6 pedone del nero · f6 cavallo del nero · g6 pedone del nero · e5 cavallo del nero · h5 pedone del nero · d4 cavallo del bianco · e4 pedone del bianco · h4 pedone del bianco · b3 alfiere del bianco · c3 cavallo del bianco · e3 alfiere del bianco · f3 pedone del bianco · a2 pedone del bianco · b2 pedone del bianco · c2 pedone del bianco · d2 donna del bianco · g2 pedone del bianco · c1 re del bianco · d1 torre del bianco · h1 torre del bianco | c8 torre del nero · d8 donna del nero · f8 torre del nero · g8 re del nero · a7 pedone del nero · b7 pedone del nero · d7 alfiere del nero · e7 pedone del nero · f7 pedone del nero · g7 alfiere del nero · d6 pedone del nero · f6 cavallo del nero · g6 pedone del nero · e5 cavallo del nero · h5 pedone del nero · d4 cavallo del bianco · e4 pedone del bianco · h4 pedone del bianco · b3 alfiere del bianco · c3 cavallo del bianco · e3 alfiere del bianco · f3 pedone del bianco · a2 pedone del bianco · b2 pedone del bianco · c2 pedone del bianco · d2 donna del bianco · g2 pedone del bianco · c1 re del bianco · d1 torre del bianco · h1 torre del bianco | 3 |
| 2 | c8 torre del nero · d8 donna del nero · f8 torre del nero · g8 re del nero · a7 pedone del nero · b7 pedone del nero · d7 alfiere del nero · e7 pedone del nero · f7 pedone del nero · g7 alfiere del nero · d6 pedone del nero · f6 cavallo del nero · g6 pedone del nero · e5 cavallo del nero · h5 pedone del nero · d4 cavallo del bianco · e4 pedone del bianco · h4 pedone del bianco · b3 alfiere del bianco · c3 cavallo del bianco · e3 alfiere del bianco · f3 pedone del bianco · a2 pedone del bianco · b2 pedone del bianco · c2 pedone del bianco · d2 donna del bianco · g2 pedone del bianco · c1 re del bianco · d1 torre del bianco · h1 torre del bianco | c8 torre del nero · d8 donna del nero · f8 torre del nero · g8 re del nero · a7 pedone del nero · b7 pedone del nero · d7 alfiere del nero · e7 pedone del nero · f7 pedone del nero · g7 alfiere del nero · d6 pedone del nero · f6 cavallo del nero · g6 pedone del nero · e5 cavallo del nero · h5 pedone del nero · d4 cavallo del bianco · e4 pedone del bianco · h4 pedone del bianco · b3 alfiere del bianco · c3 cavallo del bianco · e3 alfiere del bianco · f3 pedone del bianco · a2 pedone del bianco · b2 pedone del bianco · c2 pedone del bianco · d2 donna del bianco · g2 pedone del bianco · c1 re del bianco · d1 torre del bianco · h1 torre del bianco | c8 torre del nero · d8 donna del nero · f8 torre del nero · g8 re del nero · a7 pedone del nero · b7 pedone del nero · d7 alfiere del nero · e7 pedone del nero · f7 pedone del nero · g7 alfiere del nero · d6 pedone del nero · f6 cavallo del nero · g6 pedone del nero · e5 cavallo del nero · h5 pedone del nero · d4 cavallo del bianco · e4 pedone del bianco · h4 pedone del bianco · b3 alfiere del bianco · c3 cavallo del bianco · e3 alfiere del bianco · f3 pedone del bianco · a2 pedone del bianco · b2 pedone del bianco · c2 pedone del bianco · d2 donna del bianco · g2 pedone del bianco · c1 re del bianco · d1 torre del bianco · h1 torre del bianco | c8 torre del nero · d8 donna del nero · f8 torre del nero · g8 re del nero · a7 pedone del nero · b7 pedone del nero · d7 alfiere del nero · e7 pedone del nero · f7 pedone del nero · g7 alfiere del nero · d6 pedone del nero · f6 cavallo del nero · g6 pedone del nero · e5 cavallo del nero · h5 pedone del nero · d4 cavallo del bianco · e4 pedone del bianco · h4 pedone del bianco · b3 alfiere del bianco · c3 cavallo del bianco · e3 alfiere del bianco · f3 pedone del bianco · a2 pedone del bianco · b2 pedone del bianco · c2 pedone del bianco · d2 donna del bianco · g2 pedone del bianco · c1 re del bianco · d1 torre del bianco · h1 torre del bianco | c8 torre del nero · d8 donna del nero · f8 torre del nero · g8 re del nero · a7 pedone del nero · b7 pedone del nero · d7 alfiere del nero · e7 pedone del nero · f7 pedone del nero · g7 alfiere del nero · d6 pedone del nero · f6 cavallo del nero · g6 pedone del nero · e5 cavallo del nero · h5 pedone del nero · d4 cavallo del bianco · e4 pedone del bianco · h4 pedone del bianco · b3 alfiere del bianco · c3 cavallo del bianco · e3 alfiere del bianco · f3 pedone del bianco · a2 pedone del bianco · b2 pedone del bianco · c2 pedone del bianco · d2 donna del bianco · g2 pedone del bianco · c1 re del bianco · d1 torre del bianco · h1 torre del bianco | c8 torre del nero · d8 donna del nero · f8 torre del nero · g8 re del nero · a7 pedone del nero · b7 pedone del nero · d7 alfiere del nero · e7 pedone del nero · f7 pedone del nero · g7 alfiere del nero · d6 pedone del nero · f6 cavallo del nero · g6 pedone del nero · e5 cavallo del nero · h5 pedone del nero · d4 cavallo del bianco · e4 pedone del bianco · h4 pedone del bianco · b3 alfiere del bianco · c3 cavallo del bianco · e3 alfiere del bianco · f3 pedone del bianco · a2 pedone del bianco · b2 pedone del bianco · c2 pedone del bianco · d2 donna del bianco · g2 pedone del bianco · c1 re del bianco · d1 torre del bianco · h1 torre del bianco | c8 torre del nero · d8 donna del nero · f8 torre del nero · g8 re del nero · a7 pedone del nero · b7 pedone del nero · d7 alfiere del nero · e7 pedone del nero · f7 pedone del nero · g7 alfiere del nero · d6 pedone del nero · f6 cavallo del nero · g6 pedone del nero · e5 cavallo del nero · h5 pedone del nero · d4 cavallo del bianco · e4 pedone del bianco · h4 pedone del bianco · b3 alfiere del bianco · c3 cavallo del bianco · e3 alfiere del bianco · f3 pedone del bianco · a2 pedone del bianco · b2 pedone del bianco · c2 pedone del bianco · d2 donna del bianco · g2 pedone del bianco · c1 re del bianco · d1 torre del bianco · h1 torre del bianco | c8 torre del nero · d8 donna del nero · f8 torre del nero · g8 re del nero · a7 pedone del nero · b7 pedone del nero · d7 alfiere del nero · e7 pedone del nero · f7 pedone del nero · g7 alfiere del nero · d6 pedone del nero · f6 cavallo del nero · g6 pedone del nero · e5 cavallo del nero · h5 pedone del nero · d4 cavallo del bianco · e4 pedone del bianco · h4 pedone del bianco · b3 alfiere del bianco · c3 cavallo del bianco · e3 alfiere del bianco · f3 pedone del bianco · a2 pedone del bianco · b2 pedone del bianco · c2 pedone del bianco · d2 donna del bianco · g2 pedone del bianco · c1 re del bianco · d1 torre del bianco · h1 torre del bianco | 2 |
| 1 | c8 torre del nero · d8 donna del nero · f8 torre del nero · g8 re del nero · a7 pedone del nero · b7 pedone del nero · d7 alfiere del nero · e7 pedone del nero · f7 pedone del nero · g7 alfiere del nero · d6 pedone del nero · f6 cavallo del nero · g6 pedone del nero · e5 cavallo del nero · h5 pedone del nero · d4 cavallo del bianco · e4 pedone del bianco · h4 pedone del bianco · b3 alfiere del bianco · c3 cavallo del bianco · e3 alfiere del bianco · f3 pedone del bianco · a2 pedone del bianco · b2 pedone del bianco · c2 pedone del bianco · d2 donna del bianco · g2 pedone del bianco · c1 re del bianco · d1 torre del bianco · h1 torre del bianco | c8 torre del nero · d8 donna del nero · f8 torre del nero · g8 re del nero · a7 pedone del nero · b7 pedone del nero · d7 alfiere del nero · e7 pedone del nero · f7 pedone del nero · g7 alfiere del nero · d6 pedone del nero · f6 cavallo del nero · g6 pedone del nero · e5 cavallo del nero · h5 pedone del nero · d4 cavallo del bianco · e4 pedone del bianco · h4 pedone del bianco · b3 alfiere del bianco · c3 cavallo del bianco · e3 alfiere del bianco · f3 pedone del bianco · a2 pedone del bianco · b2 pedone del bianco · c2 pedone del bianco · d2 donna del bianco · g2 pedone del bianco · c1 re del bianco · d1 torre del bianco · h1 torre del bianco | c8 torre del nero · d8 donna del nero · f8 torre del nero · g8 re del nero · a7 pedone del nero · b7 pedone del nero · d7 alfiere del nero · e7 pedone del nero · f7 pedone del nero · g7 alfiere del nero · d6 pedone del nero · f6 cavallo del nero · g6 pedone del nero · e5 cavallo del nero · h5 pedone del nero · d4 cavallo del bianco · e4 pedone del bianco · h4 pedone del bianco · b3 alfiere del bianco · c3 cavallo del bianco · e3 alfiere del bianco · f3 pedone del bianco · a2 pedone del bianco · b2 pedone del bianco · c2 pedone del bianco · d2 donna del bianco · g2 pedone del bianco · c1 re del bianco · d1 torre del bianco · h1 torre del bianco | c8 torre del nero · d8 donna del nero · f8 torre del nero · g8 re del nero · a7 pedone del nero · b7 pedone del nero · d7 alfiere del nero · e7 pedone del nero · f7 pedone del nero · g7 alfiere del nero · d6 pedone del nero · f6 cavallo del nero · g6 pedone del nero · e5 cavallo del nero · h5 pedone del nero · d4 cavallo del bianco · e4 pedone del bianco · h4 pedone del bianco · b3 alfiere del bianco · c3 cavallo del bianco · e3 alfiere del bianco · f3 pedone del bianco · a2 pedone del bianco · b2 pedone del bianco · c2 pedone del bianco · d2 donna del bianco · g2 pedone del bianco · c1 re del bianco · d1 torre del bianco · h1 torre del bianco | c8 torre del nero · d8 donna del nero · f8 torre del nero · g8 re del nero · a7 pedone del nero · b7 pedone del nero · d7 alfiere del nero · e7 pedone del nero · f7 pedone del nero · g7 alfiere del nero · d6 pedone del nero · f6 cavallo del nero · g6 pedone del nero · e5 cavallo del nero · h5 pedone del nero · d4 cavallo del bianco · e4 pedone del bianco · h4 pedone del bianco · b3 alfiere del bianco · c3 cavallo del bianco · e3 alfiere del bianco · f3 pedone del bianco · a2 pedone del bianco · b2 pedone del bianco · c2 pedone del bianco · d2 donna del bianco · g2 pedone del bianco · c1 re del bianco · d1 torre del bianco · h1 torre del bianco | c8 torre del nero · d8 donna del nero · f8 torre del nero · g8 re del nero · a7 pedone del nero · b7 pedone del nero · d7 alfiere del nero · e7 pedone del nero · f7 pedone del nero · g7 alfiere del nero · d6 pedone del nero · f6 cavallo del nero · g6 pedone del nero · e5 cavallo del nero · h5 pedone del nero · d4 cavallo del bianco · e4 pedone del bianco · h4 pedone del bianco · b3 alfiere del bianco · c3 cavallo del bianco · e3 alfiere del bianco · f3 pedone del bianco · a2 pedone del bianco · b2 pedone del bianco · c2 pedone del bianco · d2 donna del bianco · g2 pedone del bianco · c1 re del bianco · d1 torre del bianco · h1 torre del bianco | c8 torre del nero · d8 donna del nero · f8 torre del nero · g8 re del nero · a7 pedone del nero · b7 pedone del nero · d7 alfiere del nero · e7 pedone del nero · f7 pedone del nero · g7 alfiere del nero · d6 pedone del nero · f6 cavallo del nero · g6 pedone del nero · e5 cavallo del nero · h5 pedone del nero · d4 cavallo del bianco · e4 pedone del bianco · h4 pedone del bianco · b3 alfiere del bianco · c3 cavallo del bianco · e3 alfiere del bianco · f3 pedone del bianco · a2 pedone del bianco · b2 pedone del bianco · c2 pedone del bianco · d2 donna del bianco · g2 pedone del bianco · c1 re del bianco · d1 torre del bianco · h1 torre del bianco | c8 torre del nero · d8 donna del nero · f8 torre del nero · g8 re del nero · a7 pedone del nero · b7 pedone del nero · d7 alfiere del nero · e7 pedone del nero · f7 pedone del nero · g7 alfiere del nero · d6 pedone del nero · f6 cavallo del nero · g6 pedone del nero · e5 cavallo del nero · h5 pedone del nero · d4 cavallo del bianco · e4 pedone del bianco · h4 pedone del bianco · b3 alfiere del bianco · c3 cavallo del bianco · e3 alfiere del bianco · f3 pedone del bianco · a2 pedone del bianco · b2 pedone del bianco · c2 pedone del bianco · d2 donna del bianco · g2 pedone del bianco · c1 re del bianco · d1 torre del bianco · h1 torre del bianco | 1 |
|   | a | b | c | d | e | f | g | h |   |

e il bianco lancia l'attacco contro il re nero. Benché la teoria non sia giunta a una risposta definitiva sulla valutazione delle posizioni che risultano dall'apertura della colonna h, la pratica ha dimostrato che l'attacco del bianco arriva spesso prima di quello del nero. Nel corso degli anni il nero ha adottato una diversa strategia basata sul blocco della colonna h, anche a costo di indebolire il proprio arrocco, cosa che rallenta l'esecuzione del piano del bianco. In questo senso assume una logica la mossa oggi più giocata in questa posizione:
12. ...h5
A questo punto il bianco ha a disposizione due seguiti principali: può cercare di sfianchettare immediatamente con 13. Ah6 o giocare il seguito più posizionale 13. Ag5 che in congiunzione con un successivo salto di cavallo in d5 mette sotto pressione il centro avversario e in particolare la casa e7.
| Controllo di autorità | LCCN (EN) sh2001008185 · GND (DE) 4128918-3 · BNE (ES) XX5411525 (data) · J9U (EN, HE) 987007551844405171 |